# Sint-Pietersberg

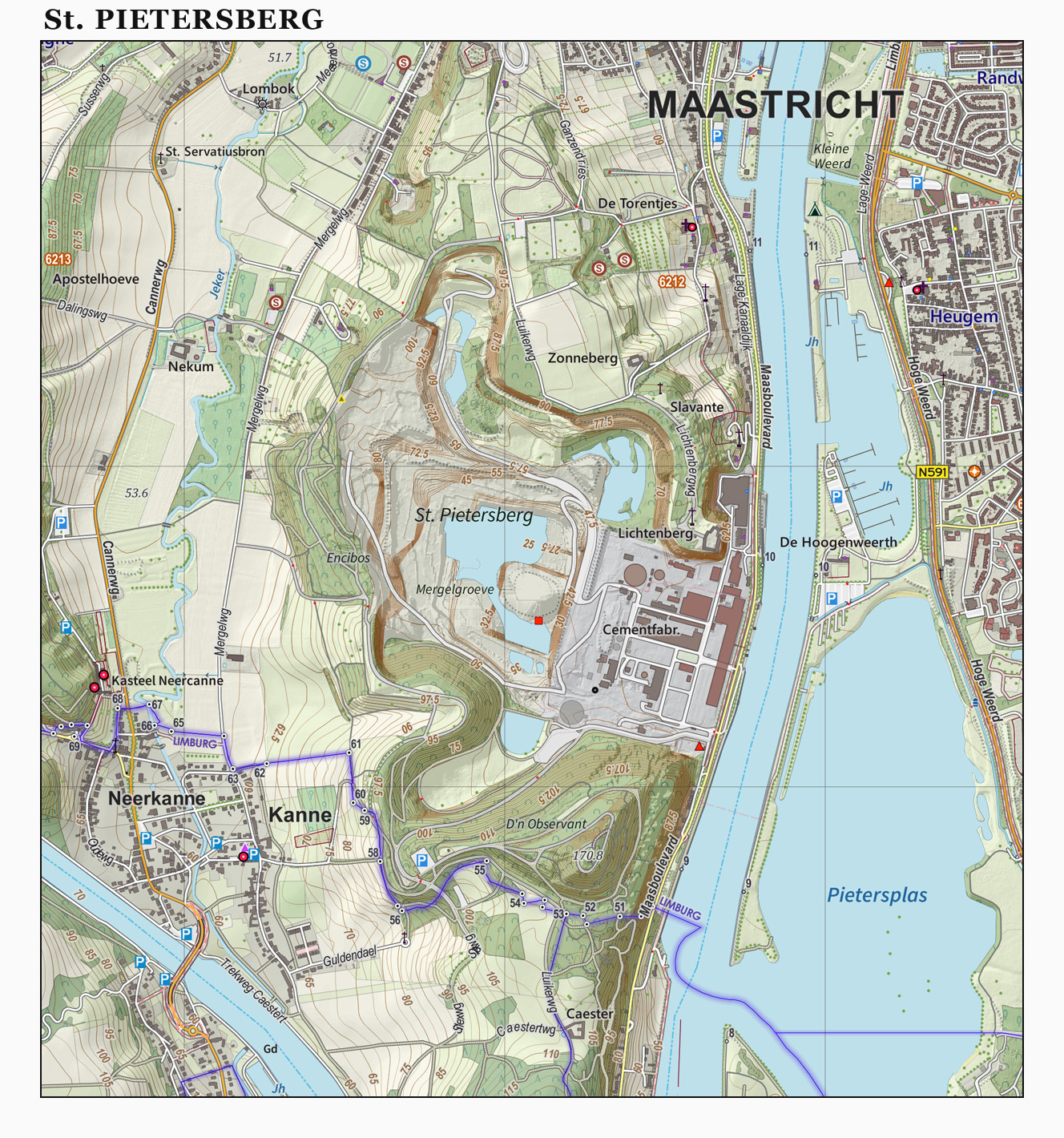
'Opentopo'-kaart van de Sint-Pietersberg, 2015

De Sint-Pietersberg (Frans: Montagne Saint-Pierre) is een ruim 100 meter hoge heuvel in Nederland en België, gelegen ten zuiden van de stad Maastricht. Hij vormt het noordelijke gedeelte van het Plateau van Caestert, een zuid-noord verlopende heuvelrug met een lengte van 8 km (van Jekerdal in Maastricht tot Hallembaye in de Belgische gemeente Oupeye). Voor een klein gedeelte ligt het Plateau van Caestert ook in de gemeente Riemst.

## Geschiedenis
De Sint-Pietersberg kent een lange en bewogen geschiedenis. Van de restanten van een 20 hectare groot oppidum, de Oppidum Caestert, gebouwd in de 1e eeuw voor Chr. op het Plateau van Caestert, staat niet vast of het Keltisch of Romeins is, hoewel de locatie is voorgesteld als het mogelijke Atuatuca van de Eburonen. Vanwege de strategische ligging aan de Maas, dicht bij de tweeherige stad Maastricht, verrezen er in de loop der eeuwen diverse burchten en versterkingen op de heuvel. Begin 18e eeuw werd op de noordflank het fort Sint Pieter aangelegd. Op de westhelling bij Slavante lag het Observantenklooster.
Het dorp Sint Pieter wordt al in zeer oude documenten genoemd, maar de kern van het dorp lag vroeger dichter bij de stadsmuren van Maastricht. Het tot het prinsbisdom Luik behorende dorp werd diverse malen verwoest bij belegeringen. Een groot deel van de Sint-Pietersberg was vroeger gemeenschappelijke weidegrond van Sint Pieter. De inwoners van het dorp lieten hier op de graslanden het vee grazen. Sommigen bewoonden grotwoningen (zie o.a. grotwoning De Kluis en grotwoning Greetje Blanckers).

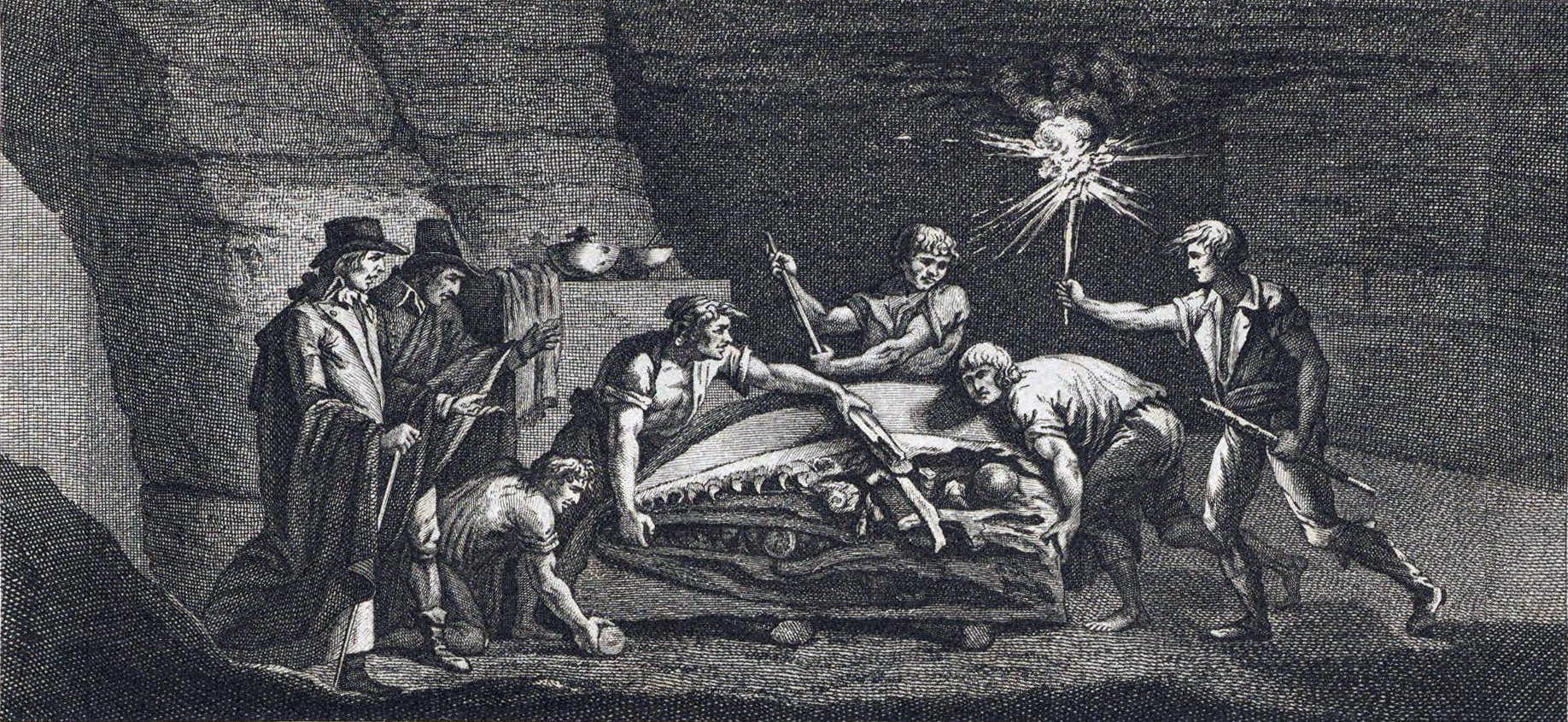
Ontdekking van de Mosasaurus ca. 1770 (gravure G.R. Levillaire, 1799)

Rond 1800 kreeg de Sint-Pietersberg veel aandacht van wetenschappers naar aanleiding van de publicatie van Histoire naturelle de la montagne de Saint-Pierre de Maestricht (1799). Hierin werd onder andere een schedel van een mosasaurus beschreven, die omstreeks 1770 in de Sint-Pietersberg was gevonden en die de Fransen na de inname van Maastricht in 1794 naar Parijs hadden overgebracht. Het fossiel werd daardoor bekend in wetenschappelijke kring en heeft mogelijk een rol gespeeld bij de ontwikkeling van de evolutietheorie. Ook in de eeuwen daarna werden op de Sint-Pietersberg regelmatig belangwekkende fossielen aangetroffen, voor het laatst in 2015.
In de jaren 1930 werd er dwars door de berg het Albertkanaal gegraven. Door deze Doorsteek van Caestert werd de Sint-Pietersberg in twee delen gesplitst.

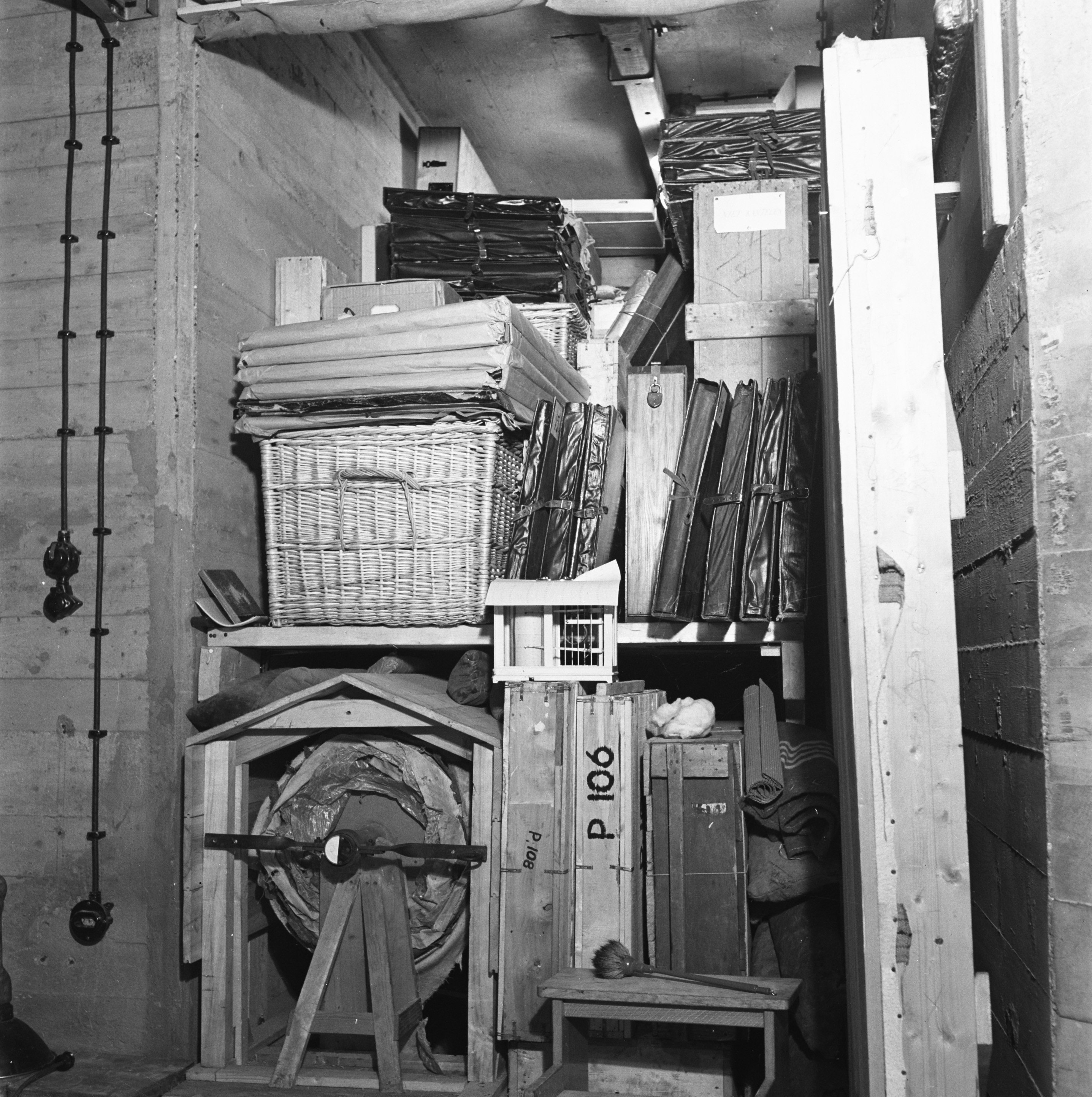
De Nachtwacht, opgerold in opslag (linksonder), juli 1945

In april 1942, tijdens de Tweede Wereldoorlog, werd een groot aantal nationale kunstschatten, waaronder het schilderij De Nachtwacht, uit veiligheidsoverwegingen van de rijkskluis in Heemskerk overgebracht naar een speciaal daarvoor ingerichte mergelgrot in de Sint-Pietersberg, te weten de kunstbunker Sint-Pietersberg. Pas in de loop van 1945 en 1946 keerden de kunstwerken terug naar hun respectievelijke musea. In 1943 werd het Sint-Pietersbergplan ontwikkeld waarbij het ondergrondse gangenstelsel ingericht werd als evacuatiecentrum voor het geval Maastricht in de frontlinie terecht zou komen. Ook de toen niet meer als zodanig in gebruik zijnde Kerk van Sint-Pieter boven werd bij dit plan betrokken.
De 20e eeuw stond voor een groot deel in het teken van de grootschalige mergelwinning door de ENCI. De ENCI-groeve breidde zich in bijna honderd jaar uit tot een gigantische krater van 135 hectare. Een groot deel van de ondergrondse mergelgroeven, soms met eeuwenoude tekeningen en graffiti, ging daarbij verloren. Tegen de mergelwinning in dagbouw rees veel protest, onder meer door de actiegroep ENCI-STOP. Vanaf 2009 werd de mergelwinning geleidelijk afgebouwd en wordt de groeve deels heringericht tot natuur- en recreatiegebied. In 2015 werd aan de noordrand van de groeve het eerder genoemde uitzichtplatform in gebruik genomen, dat sindsdien het officiële eindpunt van het Pieterpad vormt. Ernaast bevindt zich de 215 treden tellende trap, die echter pas in 2017 werd opengesteld, toen een deel van de groeve openbaar toegankelijk was. Door de overweldigende belangstelling van het publiek – met name voor de zwemplas – en omdat de veiligheid niet gewaarborgd kon worden, werd de wandelroute dwars door de groeve na enkele maanden al gesloten. In september 2018 werden de trap en het aansluitende wandelpad heropend, nadat de oorspronkelijk vier meter diepe plas twee meter was opgehoogd.
Ook buiten de groeve vindt natuurontwikkeling plaats, onder meer door de Vereniging Natuurmonumenten, eigenaar van een groot deel van de berg. De omgeving van het gerestaureerde Fort Sint Pieter is omstreeks 2010 heringericht met een vernieuwd hondenlosloopgebied en een grote ovale, deels in het talud van de helling ingegraven parkeerplaats (het "Oog van Sint Pieter"). Bij het dorp Sint Pieter is rond diezelfde tijd een particulier landgoed aangelegd met onder andere een hoogstamboomgaard en wijngaarden. De wijngaarden produceren voornamelijk mousserende wijn. Aansluitend aan het landgoed wordt vanaf 2018 een vier en een halve hectare groot voormalig militair schietterrein heringericht als bosgebied.

## Geologie en mergelwinning

### Geologie

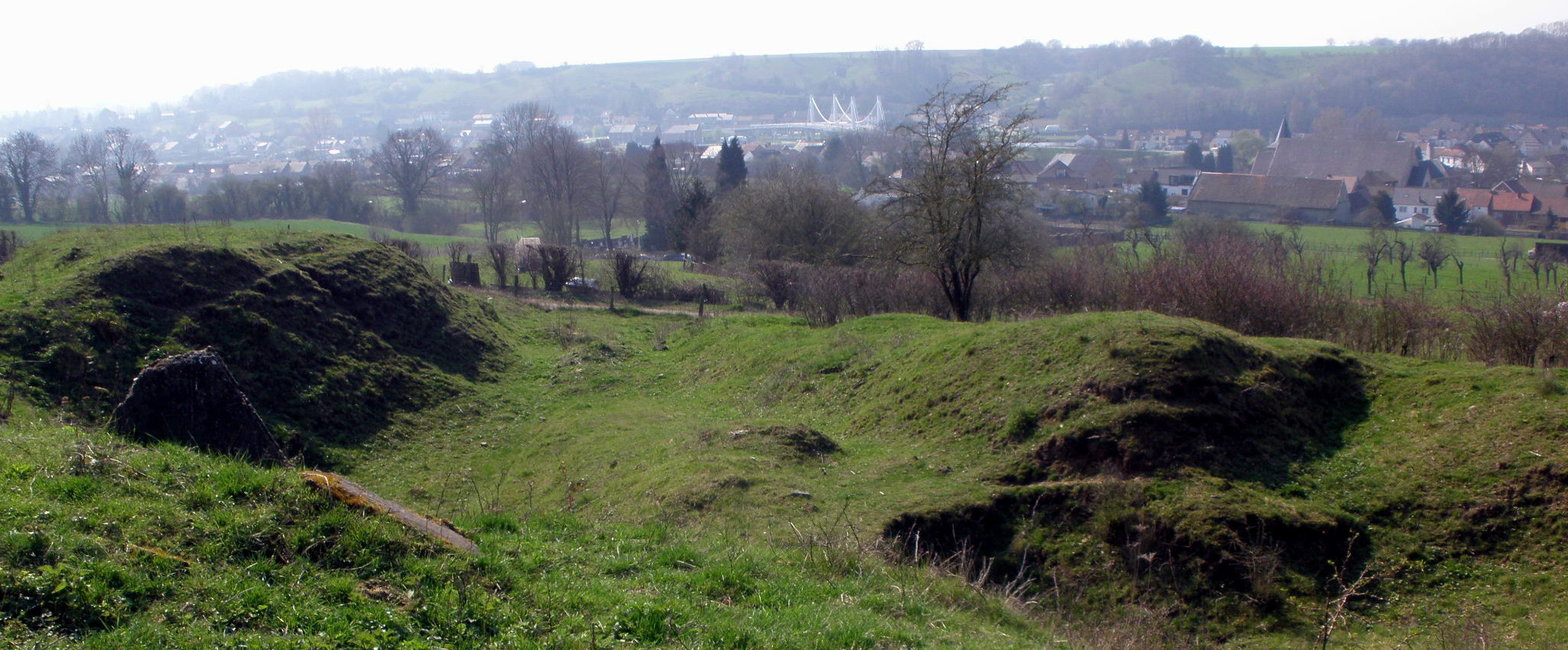
Karstverschijnselen op de Sint-Pietersberg. Op de achtergrond Kanne en de Cannerberg

Het Plateau van Caestert ontstond doordat, aan weerszijden ervan, de Maas en de Jeker circa 60 m diepe dalen uitsleten. De bovenzijde van de Sint-Pietersberg is relatief vlak en ligt op +101 m NAP. Het hoogste punt is D'n Observant (+171 m NAP), ontstaan door het storten van grond die vrijkwam bij de kalksteenwinning. Het plan om deze kunstmatige heuvel weer af te graven, zoals oorspronkelijk de bedoeling was, is uiteindelijk niet uitgevoerd.

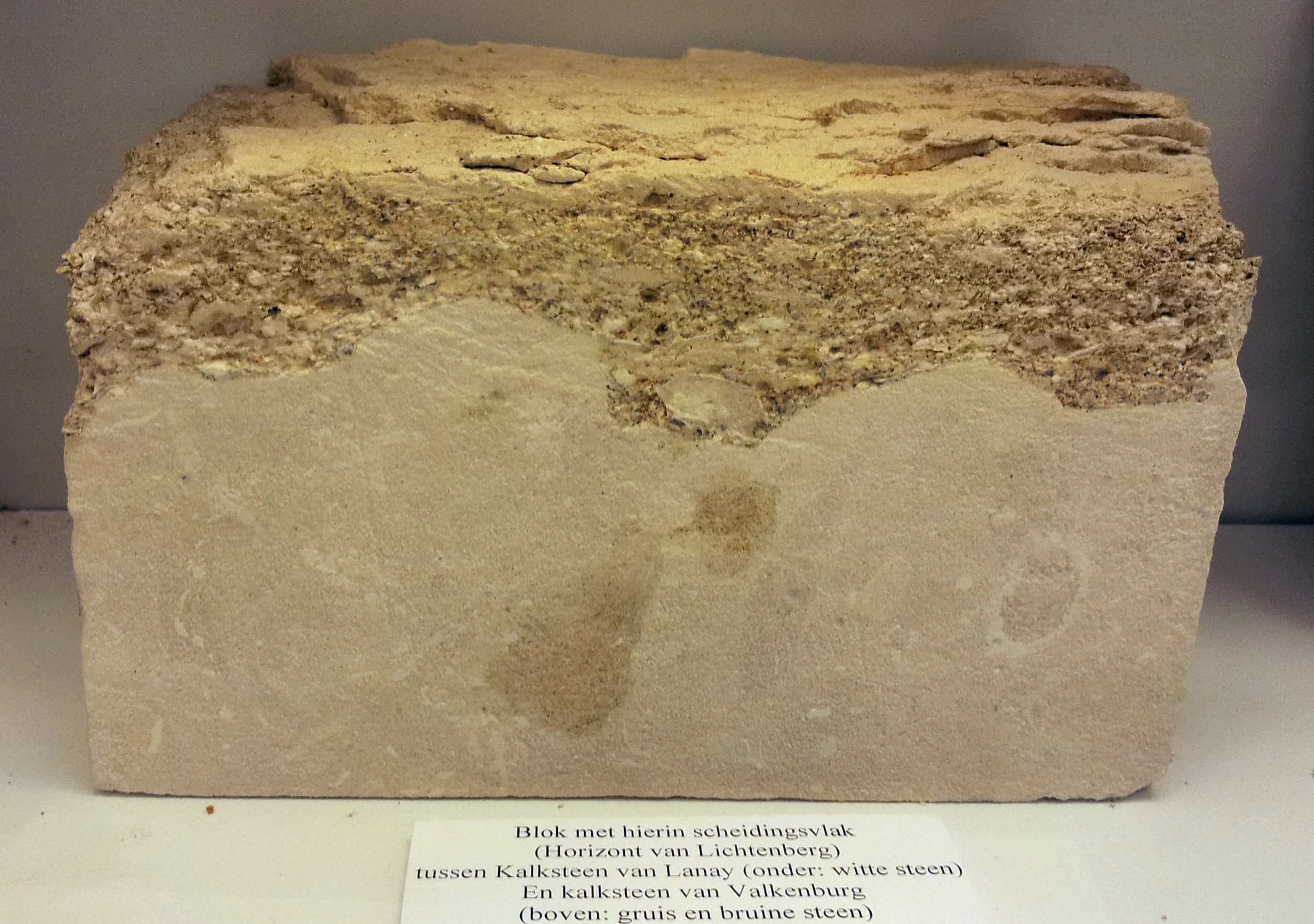
Mergelblok met twee soorten kalksteen

De gesteenten in de ondergrond zijn gevormd aan het einde van het Krijttijdperk, het naar Maastricht genoemde tijdvak Maastrichtien. De hier aangetroffen gesteenten behoren tot de Formatie van Maastricht en de Formatie van Gulpen, en bestaan voornamelijk uit kalksteen ("Limburgse mergel"), afgewisseld met vuurstenen concreties. Latere afzettingen van Maaszand, Maasgrind (Formatie van Beegden) en löss (Laagpakket van Schimmert) dekken het gesteente af.
De Sint-Pietersberg is bekend om zijn uitgestrekte onderaardse kalksteengroeven, die door mensenhanden tot stand zijn gekomen. Maar in de ondergrond zijn ook enkele natuurlijke karstgangen aanwezig, zoals een deel van de Duivelsgrot. Bij steile hellingen en in holle wegen dagzoomt de kalk. De gele kalksteen contrasteert fraai met de omringende natuur. Door de aanwezigheid van kalk kunnen zich aan de oppervlakte kalkgraslanden met bijzondere plantensoorten ontwikkelen.
De Sint-Pietersberg is aangeduid als typelocatie van het Maastrichtien en de kalkwand onder de kasteelruïne Lichtenberg is aangewezen als Geologisch monument Typelocatie Maastrichtien.

### Ondergrondse mergelwinning

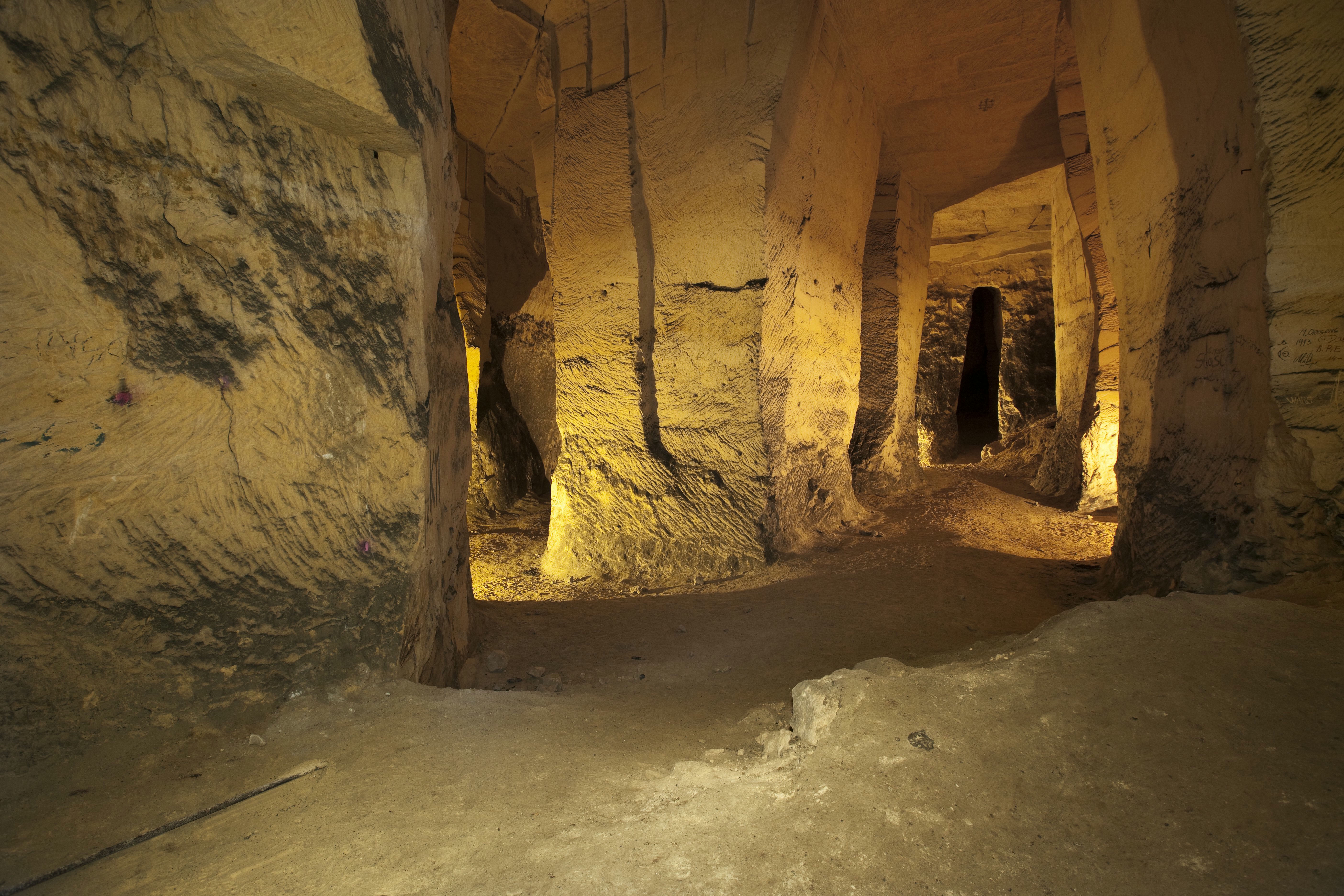
Ondergronds gangenstelsel

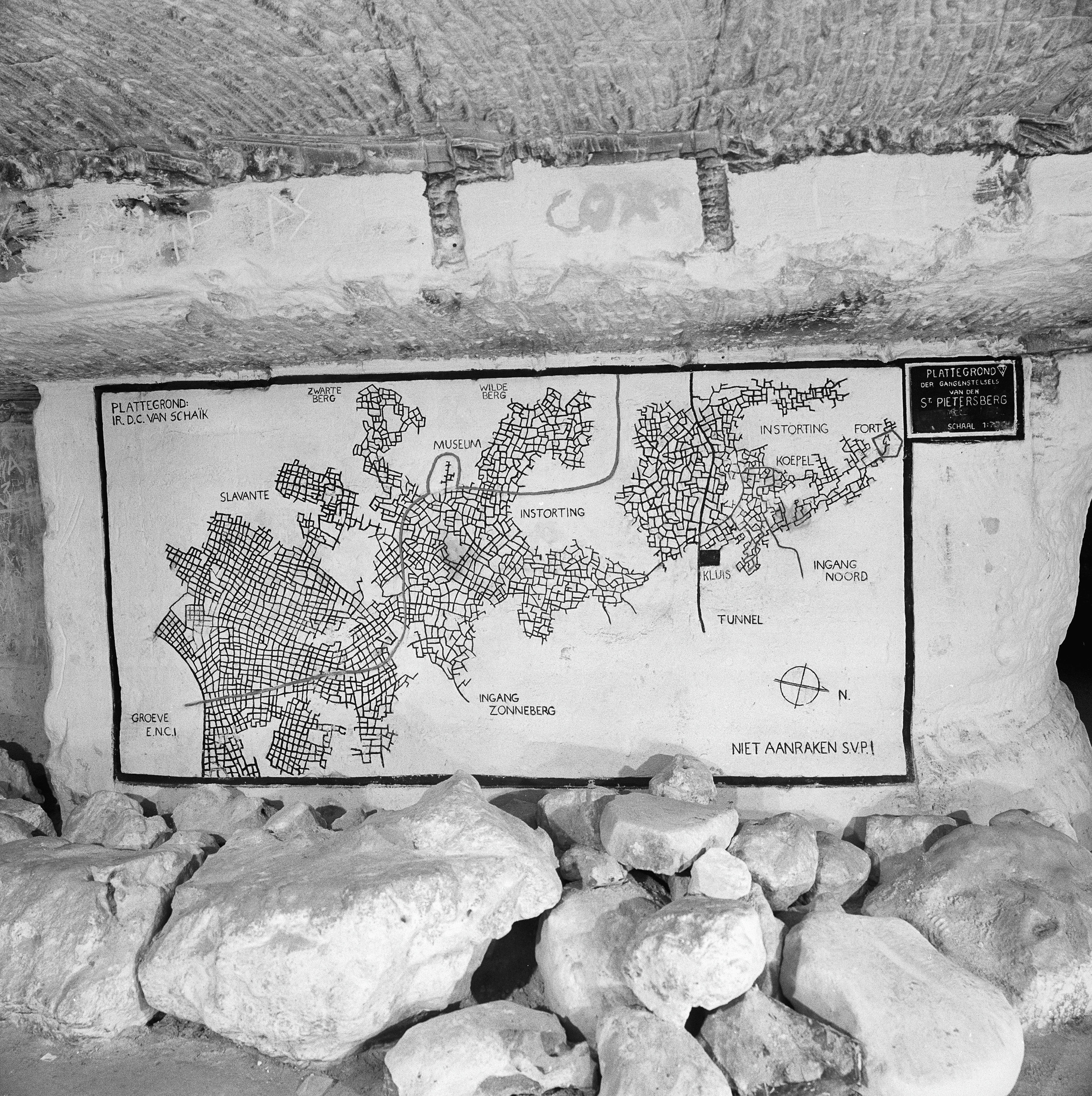
Houtskooltekening door P. Nieste naar plattegrond door Ir. Van Schaïk (voltooid 1959)

De Sint-Pietersberg geniet bekendheid vanwege de eeuwenoude ondergrondse winning van krijtgesteente (meestal aangeduid - hoewel in wezen een foutieve benaming - als "Limburgse mergel"). De mergelblokken uit de kalksteengroeven werden voornamelijk gebruikt als bouwsteen; soms ook als bemestingsmateriaal (kalk) voor akkers. Als gevolg van de ondergrondse mergelwinning was er reeds in de 17e eeuw een gangenstelsel ontstaan dat zich uitstrekte van het Fort Sint Pieter in het noorden tot voorbije Kasteel Caestert in het zuiden. De totale lengte van de gangen bedroeg rond de 150 kilometer en de oppervlakte van alle groeven tezamen bedroeg circa 150 hectare. Hiervan is door de 20e-eeuwse dagbouwwinning circa 80% verdwenen. Los van dit grote aaneengesloten complex bevat het Plateau van Caestert nog enkele aparte stelsels, die niet met elkaar zijn verbonden.
Van noord naar zuid kunnen in het Nederlandse deel vier grotere gangenstelsels worden onderscheiden, die nog ten dele bestaan, elk met zijn eigen karakter:
- Noordelijk Gangenstelsel, werd in de periode van mergelwinning de Berg van Ceulen genoemd, (ingang bij Fort Sint Pieter, vroeger ook via Grote Ingang)
- Gangenstelsel Zonneberg (inclusief de groeven Wilde Berg en Zwarte Berg; Ingang nabij Buitengoed Slavante).
- Gangenstelsel Slavante (inclusief de groeven Mingel en de Zak van Franken, grotendeels afgegraven; ingang was Drie Poorten)
- Zuidelijk Gangenstelsel (sloot in België aan op Groeve Caestert, grotendeels afgegraven of bedolven onder D'n Observant)

Daarnaast zijn er de afzonderlijke stelsels en kleinere groeven: Ancienne Brasserie, Groeve de Schark (zie: Bevrijding van Maastricht), Neven Schark, Groeve de Tombe, de Oude en Nieuwe Maarendalgroeve, de Duivelsgrot, Grotwoning Greetje Blanckers, Grotwoning De Kluis en de Keldertjes Slavante. In het Belgische deel van de Sint-Pietersberg bevinden of bevonden zich verder de Caestertgroeve, de groeve Aardappelenberg (ook genoemd: Groeve Ternaaien-Boven; Frans: Lanaye Supérieure), de Groeve Ternaaien-Midden en de groeve Le Collinet (ook genoemd: Groeve Ternaaien-Beneden; Frans: Lanaye Inférieure) met bijbehorende dagbouwgroeve de Verloren Vallei.
Van de grotere gangenstelsels zijn alleen de Zonneberg en het Noordelijk gangenstelsel toegankelijk voor het publiek onder begeleiding van een VVV-gids.
Een pionier op het gebied van onderzoek van de onderaardse kalksteengroeven en in het bijzonder van de gangen van de Sint-Pietersberg was ir. D.C. van Schaïk, die de Van Schaïktunnel ontwierp voor mergeltransport in het Noordelijk Gangenstelsel eind jaren 1920, meewerkte aan het 1e wetenschappelijk onderzoek (1948-1954), en als eerste het gehele gangencomplex karteerde (voltooid in 1959).

### Bovengrondse mergelwinning
Vanaf de jaren twintig startte de Eerste Nederlandse Cement Industrie (ENCI) met het winnen van mergel in dagbouw ten behoeve van de productie van cement. Onder vaak luid protest van onder meer de actiegroep ENCI-Stop wist de ENCI de mergelwinning en cementproductie voort te zetten en een groot deel van de Sint-Pietersberg af te graven. Vanuit natuurhistorisch en cultuurhistorisch oogpunt is er een hoge tol betaald voor de handhaving van werkgelegenheid en de productie van cement. Van de andere kant heeft het afgraven van het plateau geleid tot een bewustwording en erkenning van de waardevolle elementen van dit voor Nederland unieke landschap. De ENCI heeft in dat opzicht een dubbelrol gespeeld door enerzijds verantwoordelijk te zijn voor de afbraak van de 'berg', maar aan de andere kant ook te investeren in onderzoek en beheer van de Sint-Pietersberg. De mergelwinning is gestopt per 1 juli 2018, en de ENCI krijgt 1 jaar de tijd voor afwerking van de groeve voor het definitief een natuurgebied zal worden.
Behalve de ENCI-groeve was er ook de Groeve van der Zwaan en bij de Ingang Tennisbaan werd er naast ondergronds ook in een dagbouwgroeve kalksteen gewonnen.

## Natuur en recreatie

### Beschermd natuurgebied

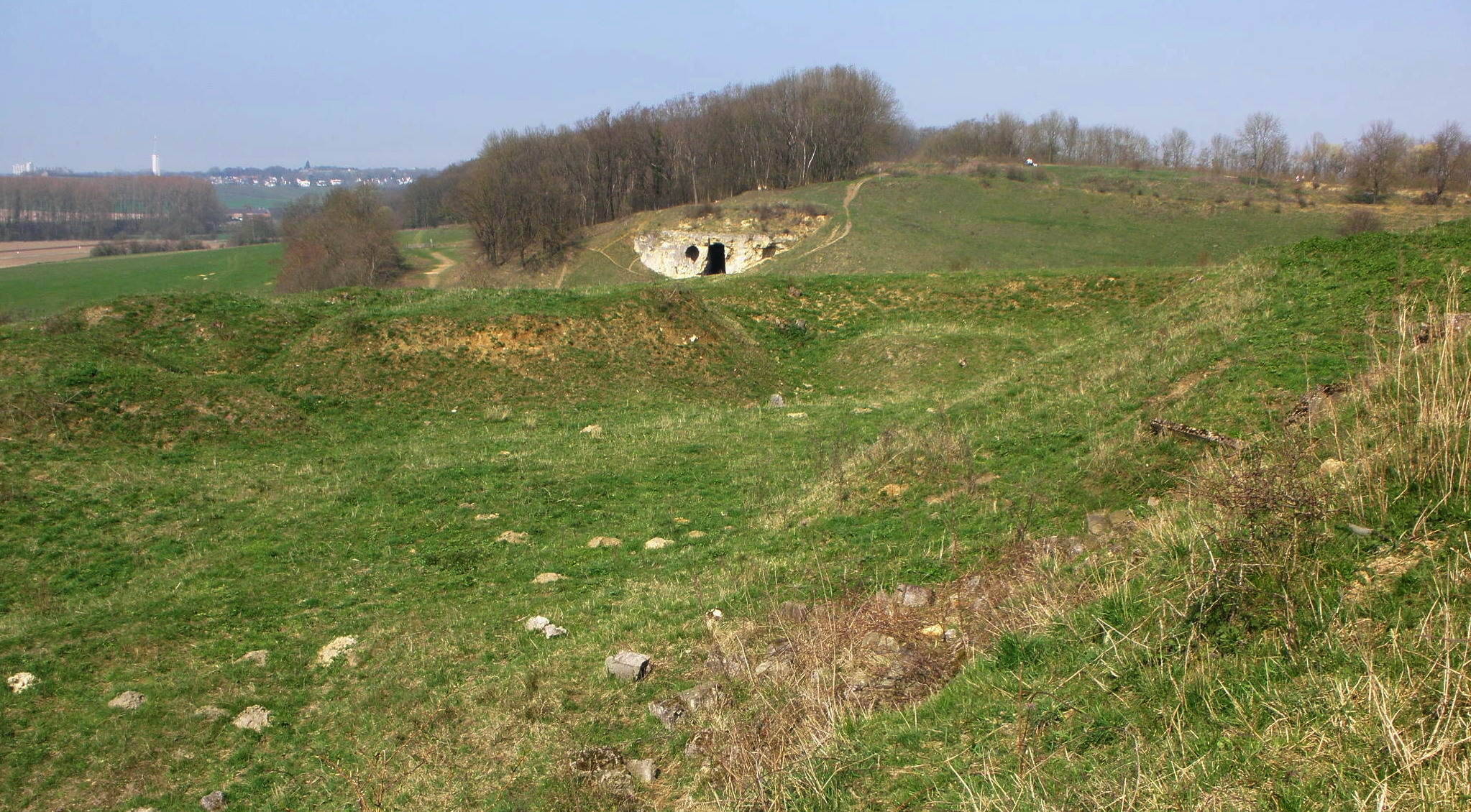
Duivelsgrot en kalkgrasland

In 1992 kocht de vereniging Natuurmonumenten voor het symbolische bedrag van één gulden alle terreinen op de Sint-Pietersberg, die op dat moment eigendom waren van de provincie Limburg. Na de overdracht lag de verantwoordelijkheid voor het beheer van de Sint-Pietersberg bij de nieuwe grootgrondbezitter, met uitzondering van enkele randgebieden, zoals de Ganzendries. Een van de bosgebieden op de berg is het ENCI-bos (op de westhelling van de berg) dat in het beheer van Natuurmonumenten is en in 2010 verkreeg Natuurmonumenten ook D'n Observant en de Oehoevallei. Een ander bosgebied is het Slavantebos op de oosthelling.
Natuurmonumenten betrekt veel maatschappelijke organisaties bij het opstellen van beheersplannen. Tijdens de planningsfase voor de herinrichting van de noordflank van de berg ontstond in 2010/2011 commotie over het op de berg gelegen hondenlosloopgebied, dat dreigde te moeten verdwijnen ten behoeve van de daar geplande natuurontwikkeling. Door een compromis tussen Natuurmonumenten, de gemeente en een platform van hondenbezitters bleef het hondenlosloopgebied op de berg bestaan, hoewel iets kleiner en deels op een andere locatie. Ongeveer tezelfdertijd werd bekend dat een particulier een groot aantal percelen op de oosthelling van de berg nabij het dorp Sint Pieter had weten te verwerven (onder andere door een ruil met Natuurmonumenten. Doel was deze landerijen om te vormen tot een landgoed. Uit het feit dat velen zich hierover zorgen maakten, kan worden opgemaakt dat de 'berg' zeer leeft onder Maastrichtenaren.
De Sint-Pietersberg is bovengronds en ondergronds aangewezen als beschermd Habitatrichtlijngebied. Ondanks deze beschermde status heeft de gemeente Maastricht in 2003 een klein deel van de ondergrondse gangen laten volstorten, nadat er nabij het fort Sint Pieter verzakkingen waren opgetreden. Hoewel er wellicht sprake was van een economisch delict is de gemeente hier nooit op aangesproken. Sinds 2013 is de Sint-Pietersberg, samen met het aangrenzende Jekerdal, officieel Natura 2000-gebied en geniet de berg als zodanig bescherming door de nationale en Europese overheid. Het gebied is 233 hectare groot en omvat tevens 24 hectare aan ondergrondse mergelgroeves.

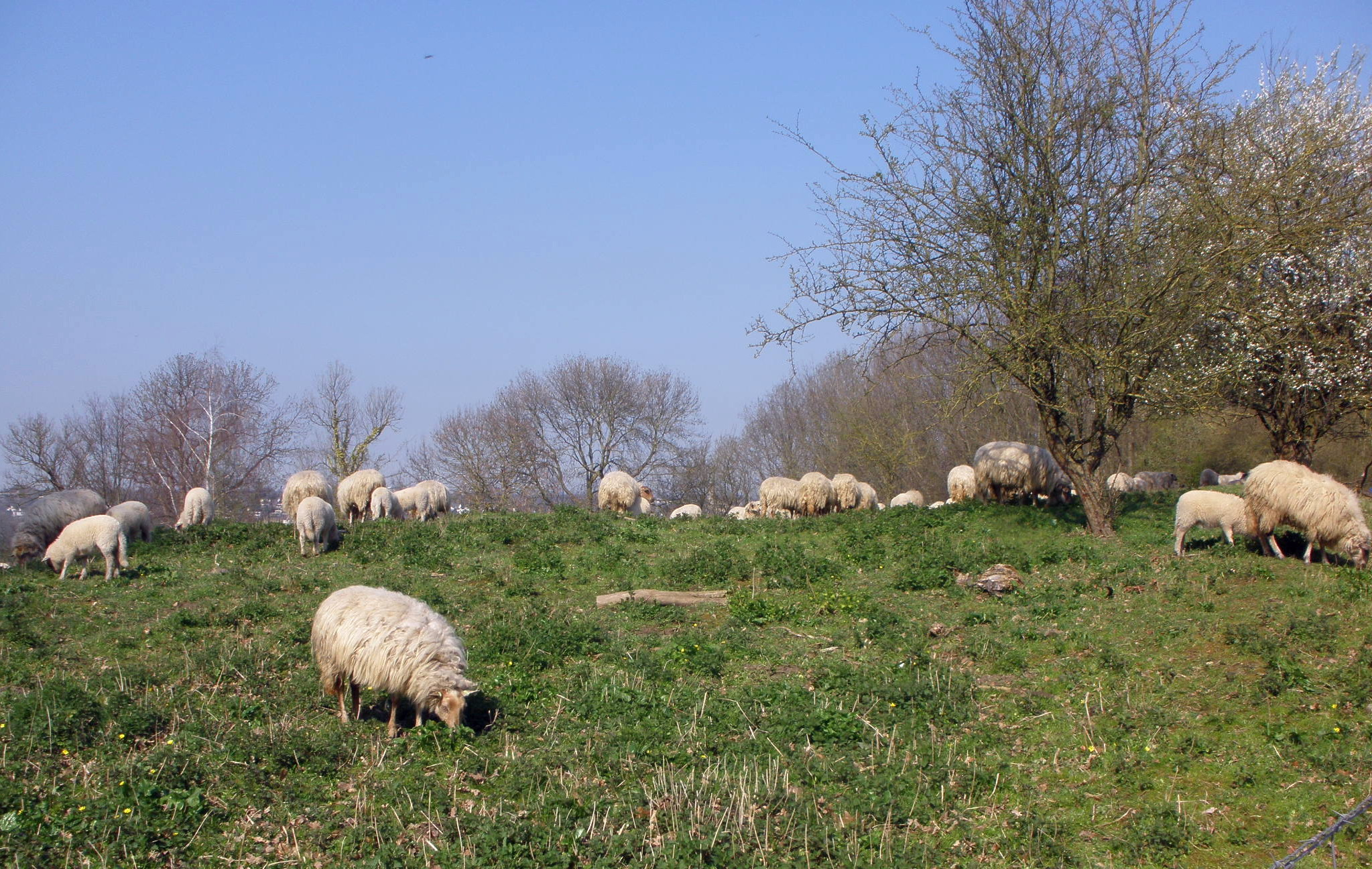
Schaapskudde op de berg
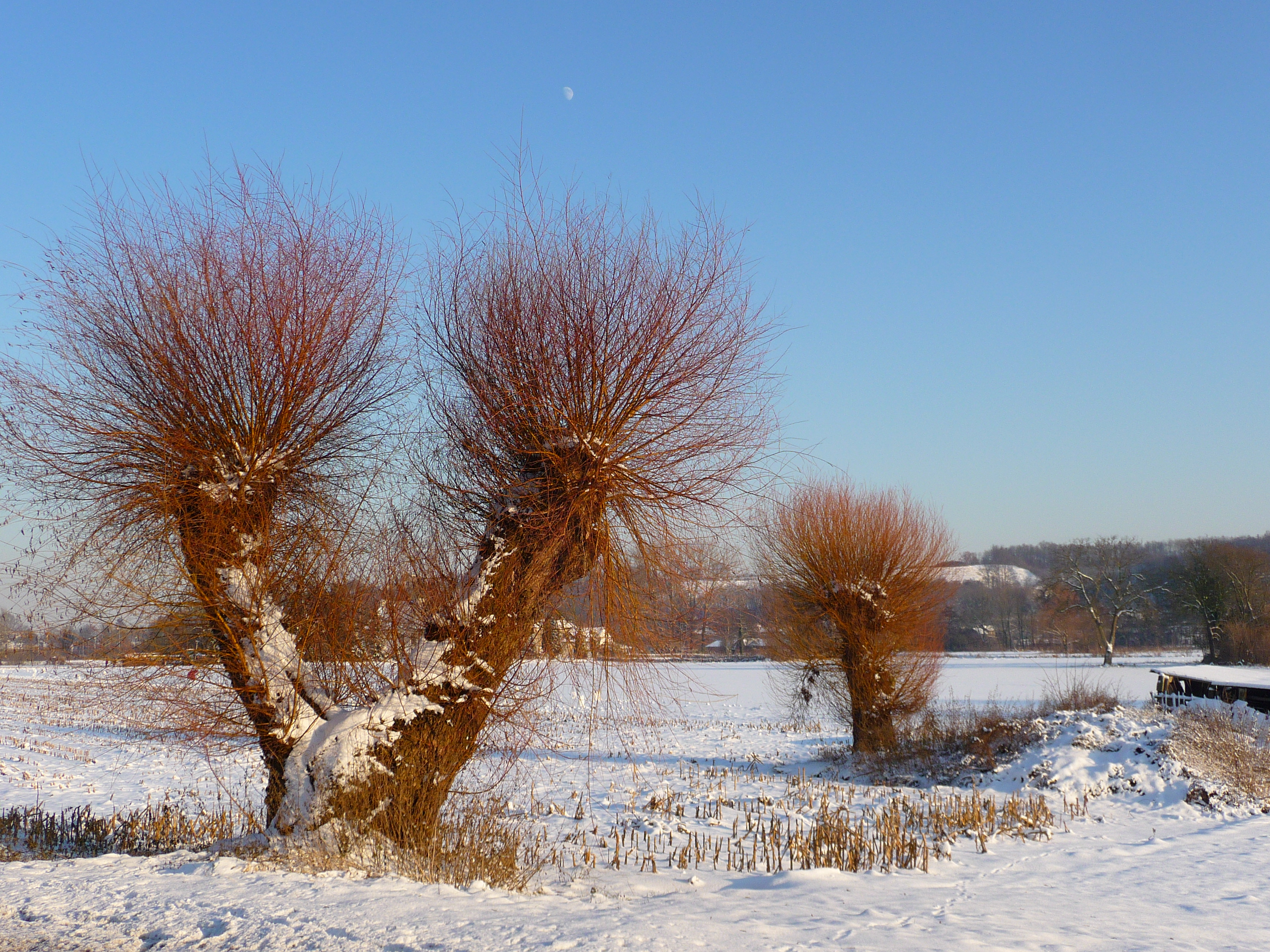
Winters landschap
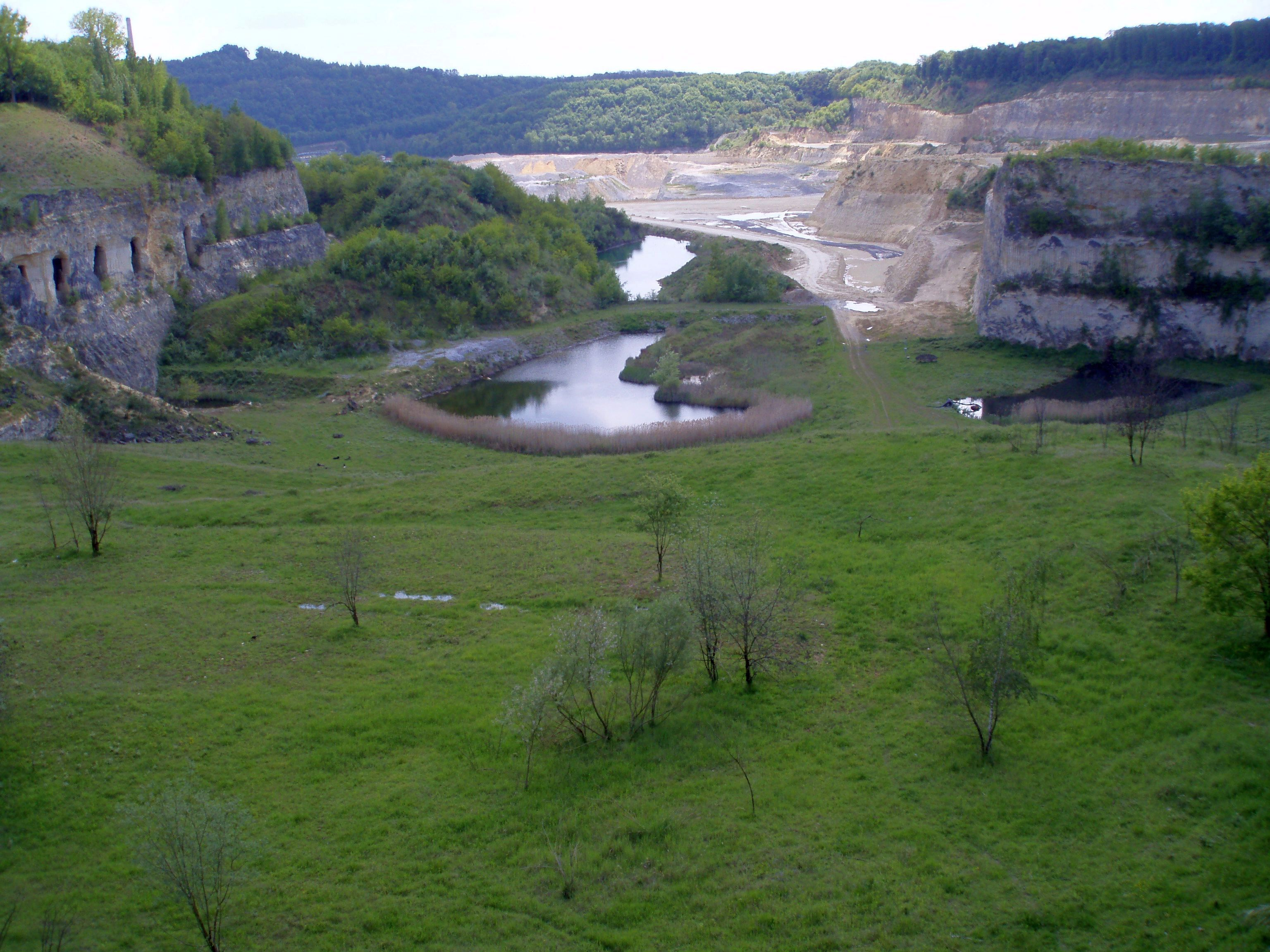
Zicht op ENCI-groeve
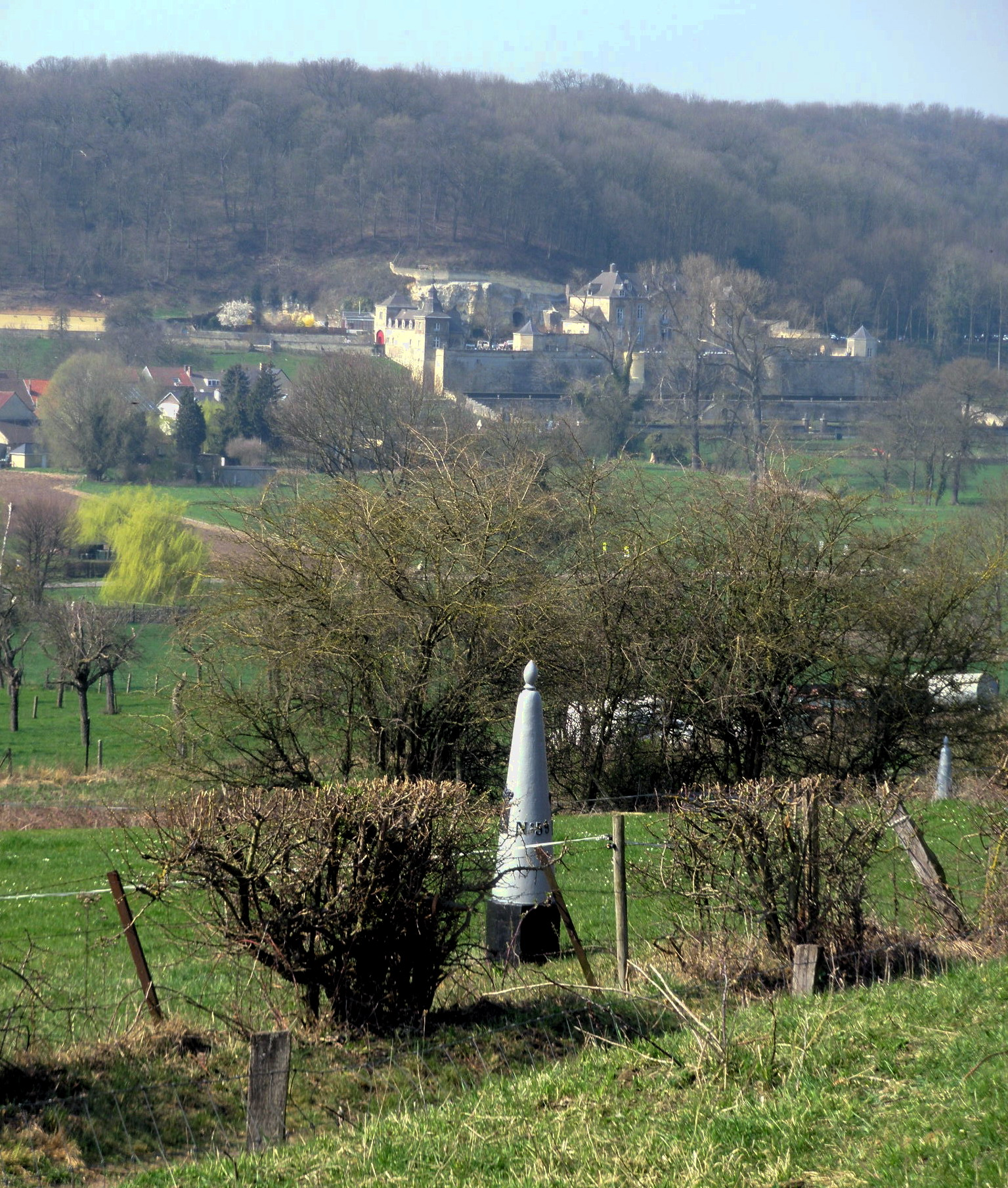
Uitzicht op het Jekerdal
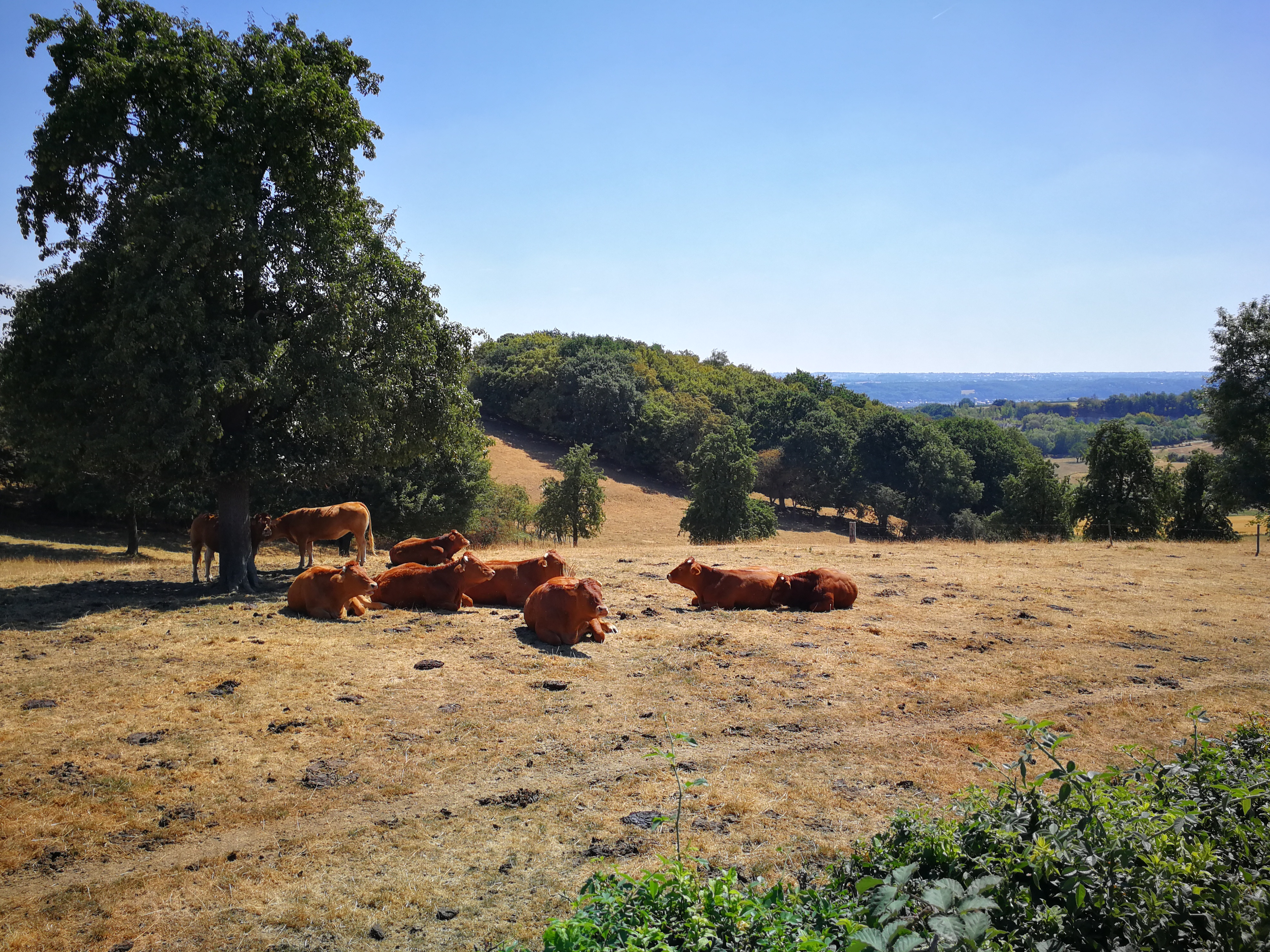
Waalse deel bij Hallembaye

### Wandel- en fietsroutes

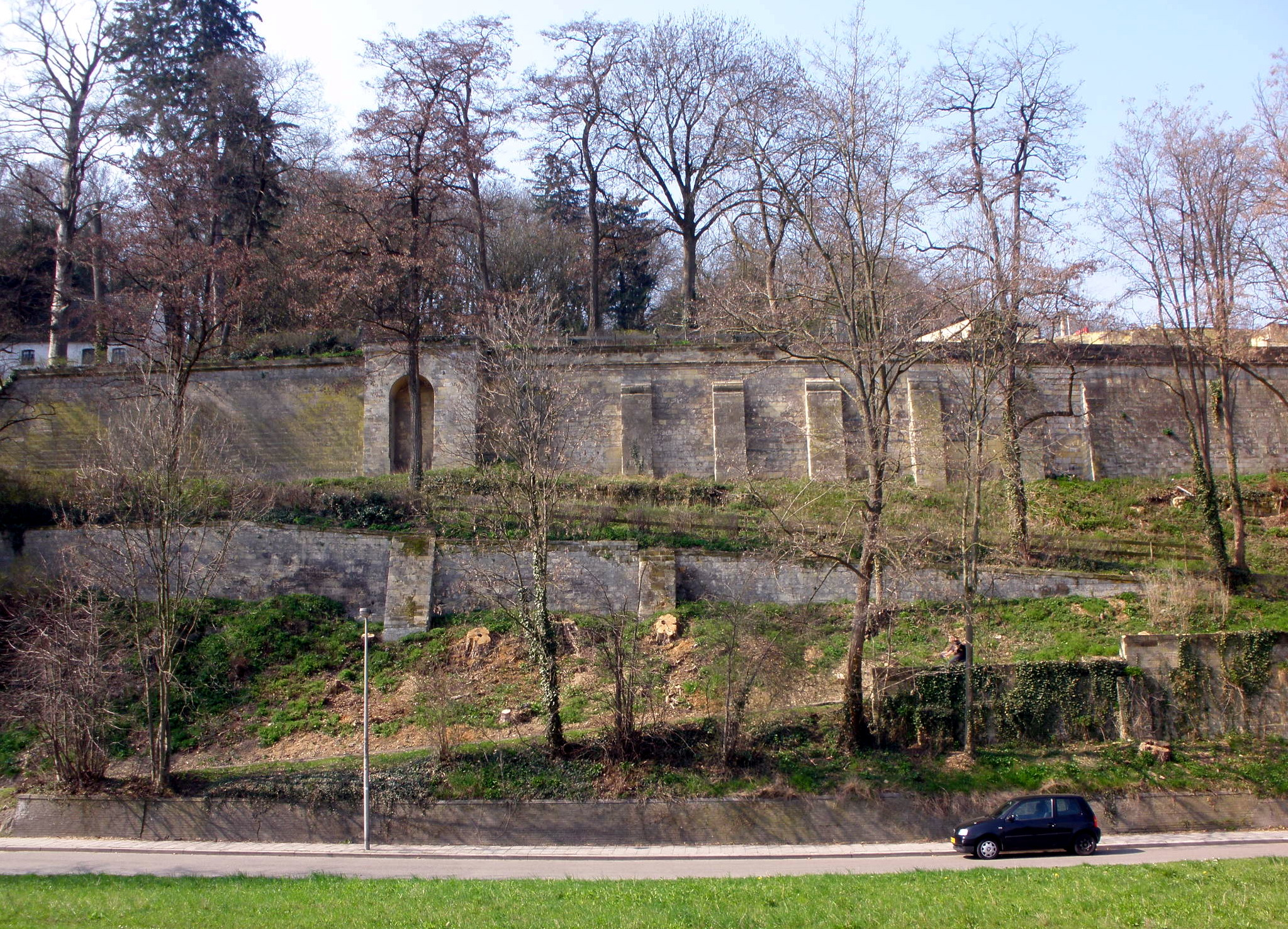
Slingerweg nabij Slavante

De Sint-Pietersberg is grotendeels voor gemotoriseerd verkeer afgesloten en vormt daarom voor Maastrichtenaren en bezoekers van de stad een ideaal wandelgebied, op slechts anderhalve kilometer van het Vrijthof. Omstreeks 2014 is een 40 meter hoge trap vanaf de Luikerweg naar de ENCI-groeve aangelegd. De stalen trap met uitzichtplatform en betonnen hellingbaan maakt deel uit van het transformatieplan van de groeve. Het oudste en bekendste lange-afstand-wandelpad van Nederland, het Pieterpad, begint (of eindigt) boven op de Sint-Pietersberg. Daar sluit het aan op de Europese wandelroute E2 (Schotland - Nice). De Sint-Pietersberg is opgenomen in diverse fietsroutes (zoals de LF Maasroute) en maakt deel uit van het fietsroutenetwerk in Belgisch Limburg.

### Wielrennen
Enkele hellingen op de Sint-Pietersberg zijn meermaals opgenomen in de wielerklassieker Amstel Gold Race. Dit gold ook voor de Waalse (Belgische) kant van de berg, de Saint-Pierre (ook wel Côte de Saint-Pierre), die begint bij de Belgische plaats Eben-Emael of Ternaaien (startend aan andere kant), en via de weg Rue du Garage loopt. Deze helling (vanaf Eben-Emael) was onderdeel van de Belgische lus van de race van 1993-2000. 
De Nederlandse kant (met de Zonneberg als onderdeel van de Sint-Pietersberg beklimming) was ook onderdeel van de race tot en met 2000. Vanaf 2003 kwam de finish te liggen op of in de buurt van de Cauberg in Valkenburg. Sindsdien maakt de Sint-Pietersberg geen onderdeel meer uit van de klassieker.
| Sint-Pietersberg Noord Luikerweg | Sint-Pietersberg Noord Luikerweg | Sint-Pietersberg Noord Luikerweg |
| -------------------------------- | -------------------------------- | -------------------------------- |
| Sint-Pietersberg                 |                                  |                                  |
| Top                              | 100 m                            | 100 m                            |
| Locatie                          | Heuvelland                       | Heuvelland                       |
| Startplaats                      | Maastricht                       | Maastricht                       |
| Hoogteverschil                   | 50 m                             | 50 m                             |
| Lengte                           | 1.200 m                          | 1.200 m                          |
| Stijgings-%                      | 4,2%                             | 4,2%                             |
| Steilste km                      | 10%                              | 10%                              |
| Portaal Wielersport              |                                  |                                  |
| Portaal                          | Wielersport                      |                                  |

| Portaal | Wielersport |

| Sint-Pietersberg Zuid Luikerweg? | Sint-Pietersberg Zuid Luikerweg? | Sint-Pietersberg Zuid Luikerweg? |
| -------------------------------- | -------------------------------- | -------------------------------- |
| Sint-Pietersberg                 |                                  |                                  |
| Top                              | 108 m                            | 108 m                            |
| Locatie                          | Heuvelland                       | Heuvelland                       |
| Startplaats                      | Kanne (Riemst, B.)               | Kanne (Riemst, B.)               |
| Hoogteverschil                   | 59 m                             | 59 m                             |
| Lengte                           | 1.000 m                          | 1.000 m                          |
| Stijgings-%                      | 5,9%                             | 5,9%                             |
| Steilste km                      | 15%                              | 15%                              |
| Portaal Wielersport              |                                  |                                  |
| Portaal                          | Wielersport                      |                                  |

| Portaal | Wielersport |

| Sint-Pietersberg Oost Slavante | Sint-Pietersberg Oost Slavante | Sint-Pietersberg Oost Slavante |
| ------------------------------ | ------------------------------ | ------------------------------ |
| Sint-Pietersberg               |                                |                                |
| Top                            | 100 m                          | 100 m                          |
| Locatie                        | Heuvelland                     | Heuvelland                     |
| Startplaats                    | Maastricht                     | Maastricht                     |
| Hoogteverschil                 | 50 m                           | 50 m                           |
| Lengte                         | 900 m                          | 900 m                          |
| Stijgings-%                    | 5,5%                           | 5,5%                           |
| Steilste km                    | 10%                            | 10%                            |
| Portaal Wielersport            |                                |                                |
| Portaal                        | Wielersport                    |                                |

| Portaal | Wielersport |

## Cultureel erfgoed

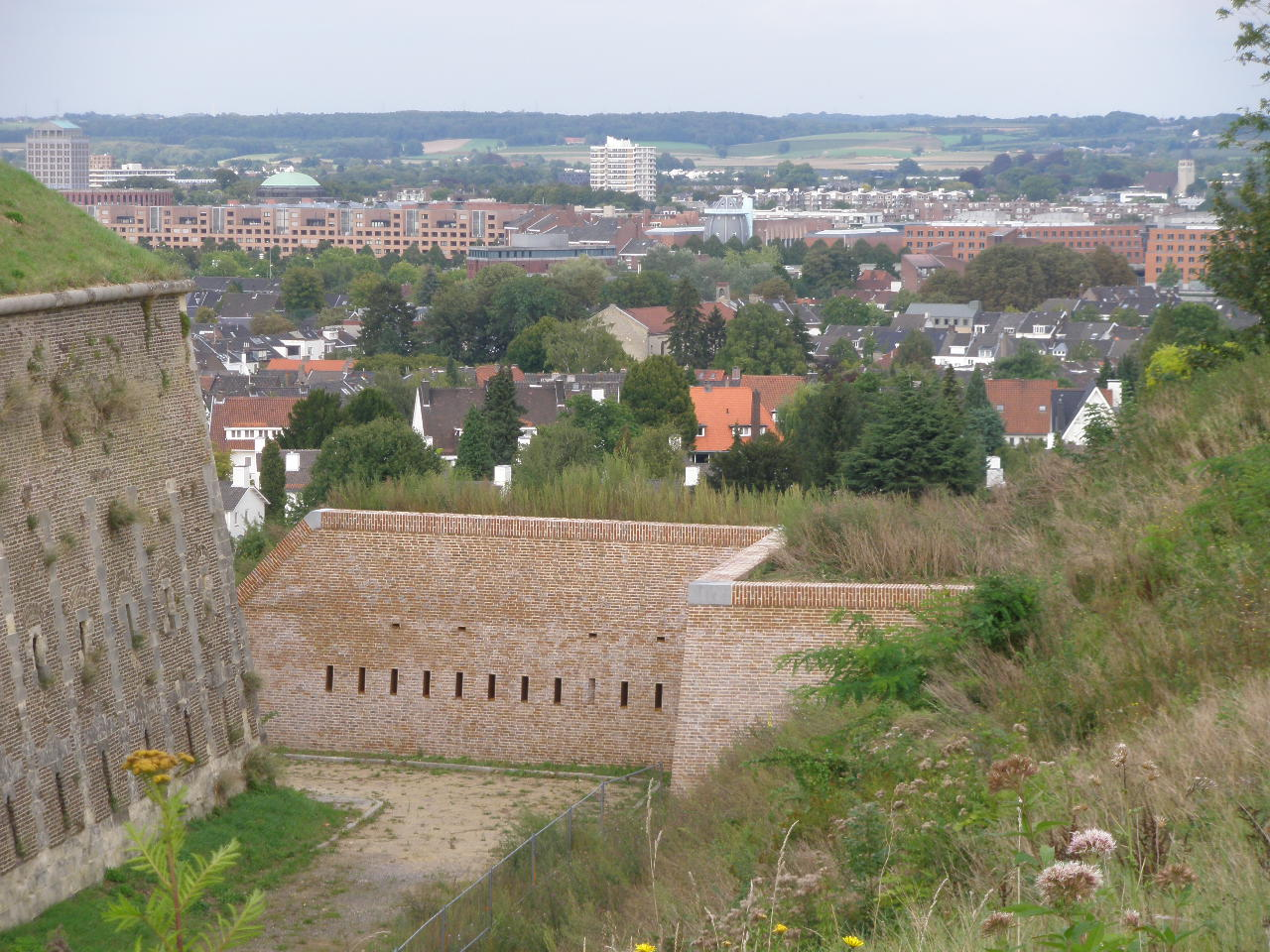
Uitzicht op Maastricht vanaf fort Sint Pieter

### Forten en kastelen
Een vroeg-middeleeuws mottekasteel, waarvan slechts de contouren in het landschap bewaard zijn gebleven, lag op de westelijke flank van de berg: De Tombe. Op de zuidelijke helling, in de Waalse gemeente Wezet gelegen, lag de Kapel van Caestert en het kasteel Caestert, waarvan nog slechts de gedeeltelijk ingestorte hoeve Caestert resteert. Langs de Maas in het dorp Sint Pieter ligt het 16e-eeuwse Huis De Torentjes, een oorspronkelijk middeleeuwse versterkte woning. Op de noordoostelijke flank van de Sint-Pietersberg ligt verder de Kasteelruïne Lichtenberg, een middeleeuwse donjon. De toren is vrij toegankelijk en biedt een weids panorama over het Maasdal en een deel van de ENCI-groeve. In de 18e-eeuwse kasteelboerderij is een vakantieappartement ingericht.
Het fort Sint Pieter kwam in 1702 gereed als uitbreiding van de vestingwerken van Maastricht. Het enigszins gehavende fort werd begin 21e eeuw gerestaureerd en min of meer in oorspronkelijke staat teruggebracht. Bij de laatste fase van de restauratie, in 2013 afgerond, werd aan de Luikerweg een 'natuurtransferium' aangelegd, een verdiept parkeerterrein, waardoor de Sint-Pietersberg grotendeels verkeersvrij is geworden. In het fort worden rondleidingen gegeven, soms in combinatie met een bezoek aan het Noordelijk Gangenstelsel.
Ten zuiden van het Albertkanaal ligt verscholen in een helling van de Sint-Pietersberg het Fort Eben-Emael uit 1932-35. Het grote, betonnen verdedigingswerk maakte deel uit van de fortengordel rondom Luik en gold als onneembaar, maar werd desalniettemin in mei 1940 tijdens de Slag om het Fort Eben-Emael binnen anderhalve dag uitgeschakeld. Het fort is tegenwoordig een museum.

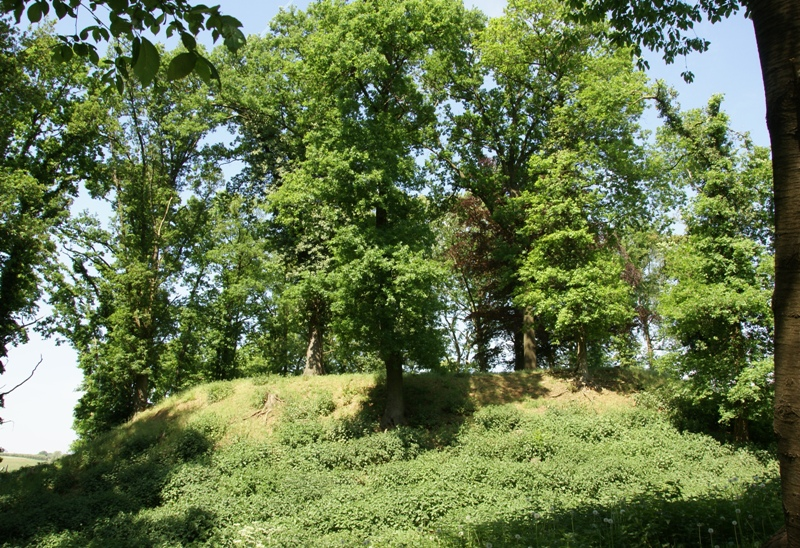
Mottekasteel De Tombe
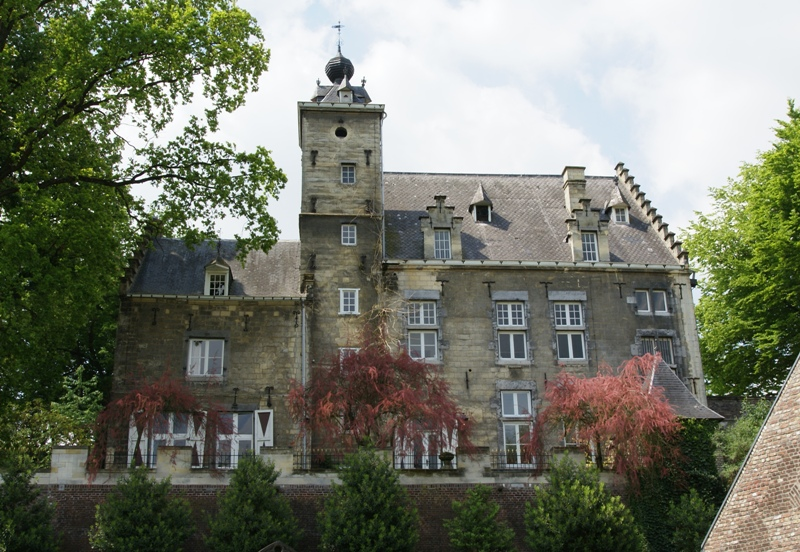
Huis De Torentjes
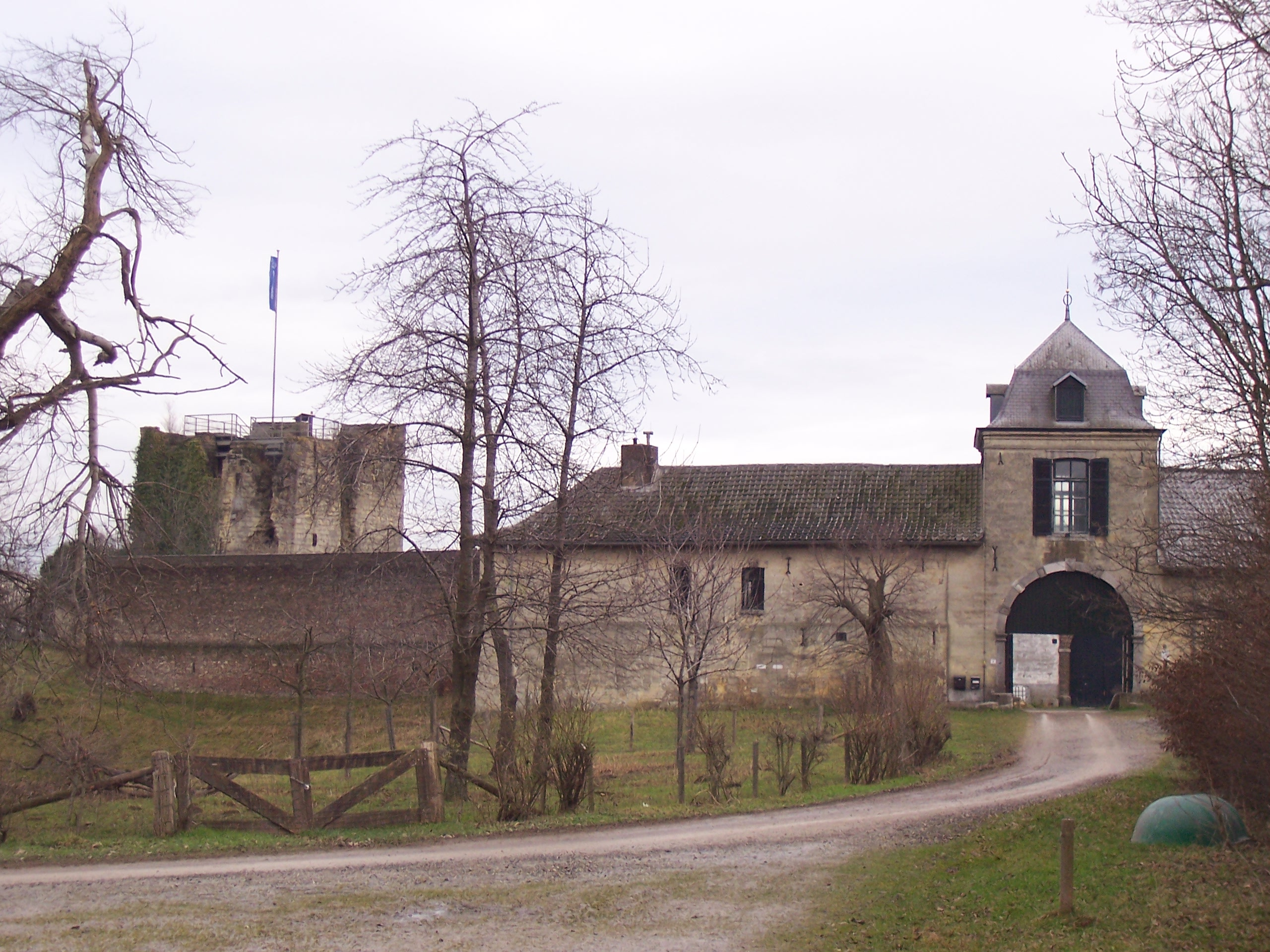
Kasteel Lichtenberg
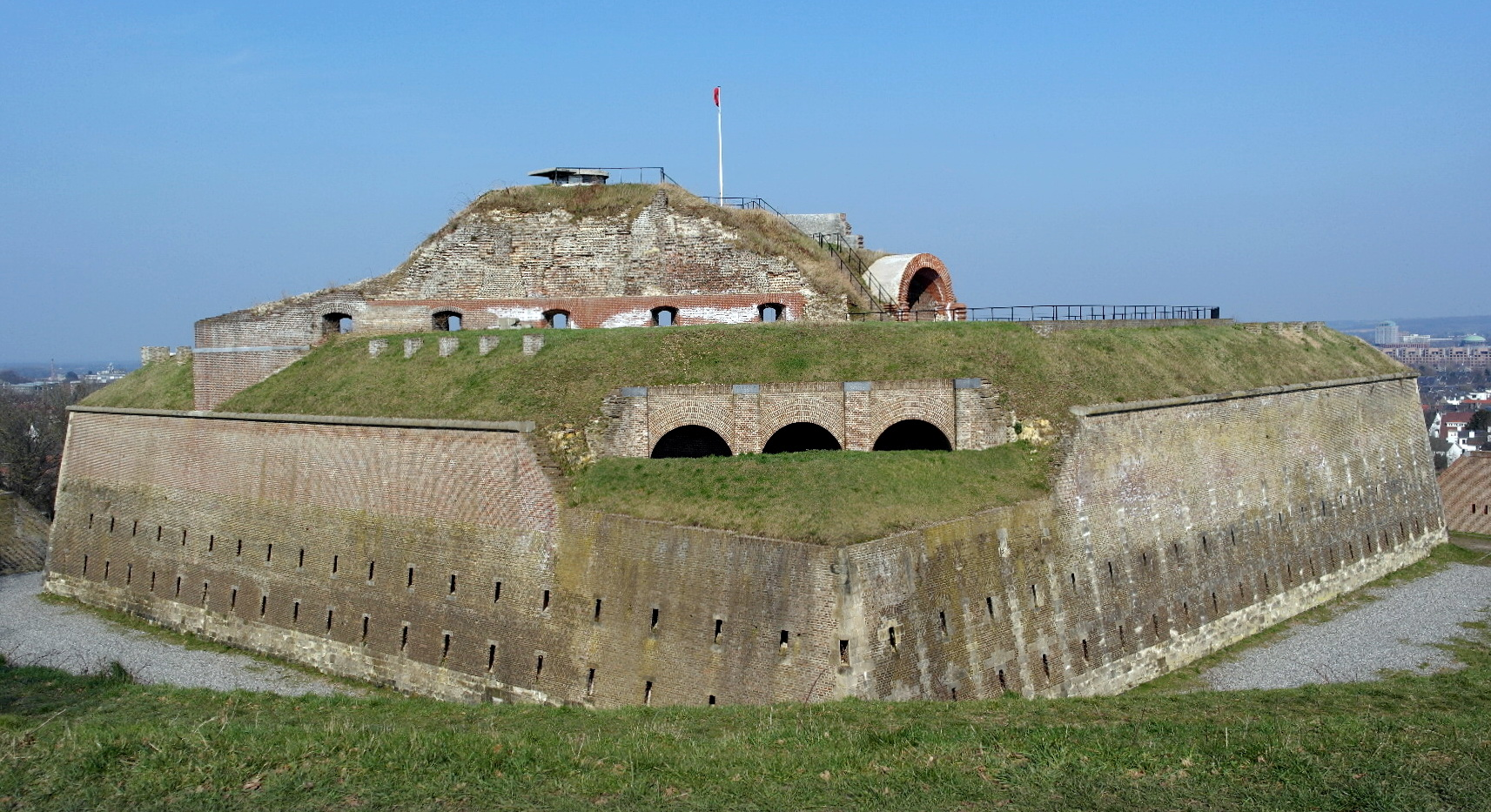
Fort Sint Pieter
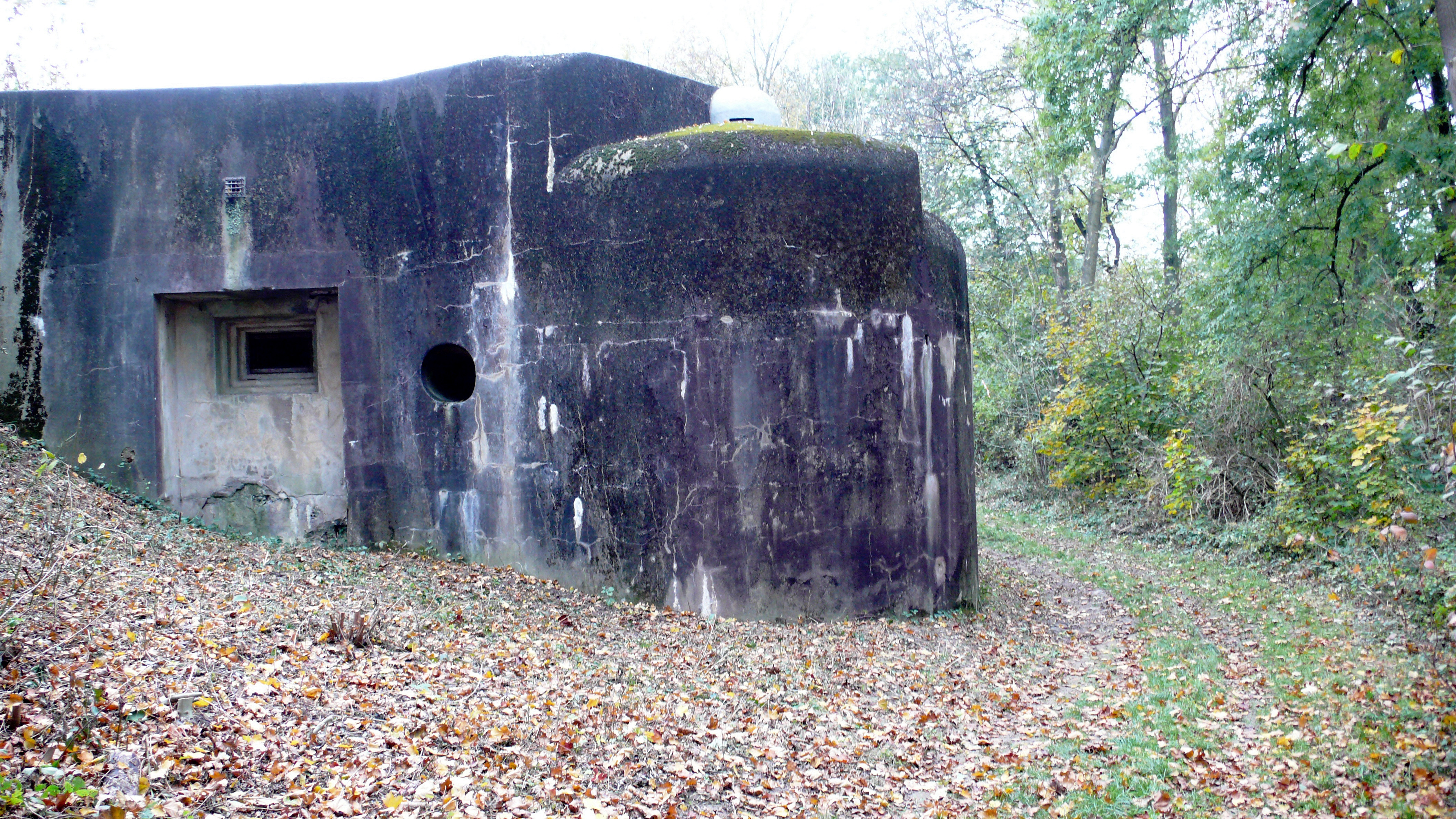
Fort Eben-Emael

### Kerken, kloosters en kapellen
Op de plaats van de hoeve Caestert zou al in de 12e eeuw een kerk hebben gestaan. Ook de kerk van het dorp Sint Pieter heeft een lange geschiedenis, hoewel de huidige neogotische kerk van Sint-Pieter boven van architect Jules Kayser 19e-eeuws is. Schuin tegenover de kerk, aan de Ursulinenweg, bevindt zich de Lourdesgrot Sint Pieter uit 1880. Veel ouder zijn de restanten van het Observantenklooster, dat in de 17e eeuw bij het op Luiks grondgebied gelegen dorp Sint Pieter gebouwd werd, omdat de Maastrichtse franciscanen na het Verraad van Maastricht (1638) uit de stad werden verbannen. De naastgelegen barokke Sint-Antoniuskapel dateert uit dezelfde periode. De Sint-Rochuskapel, vlak bij hoeve Lichtenberg, is een eenvoudige, uit baksteen opgetrokken wegkapel uit 1888.

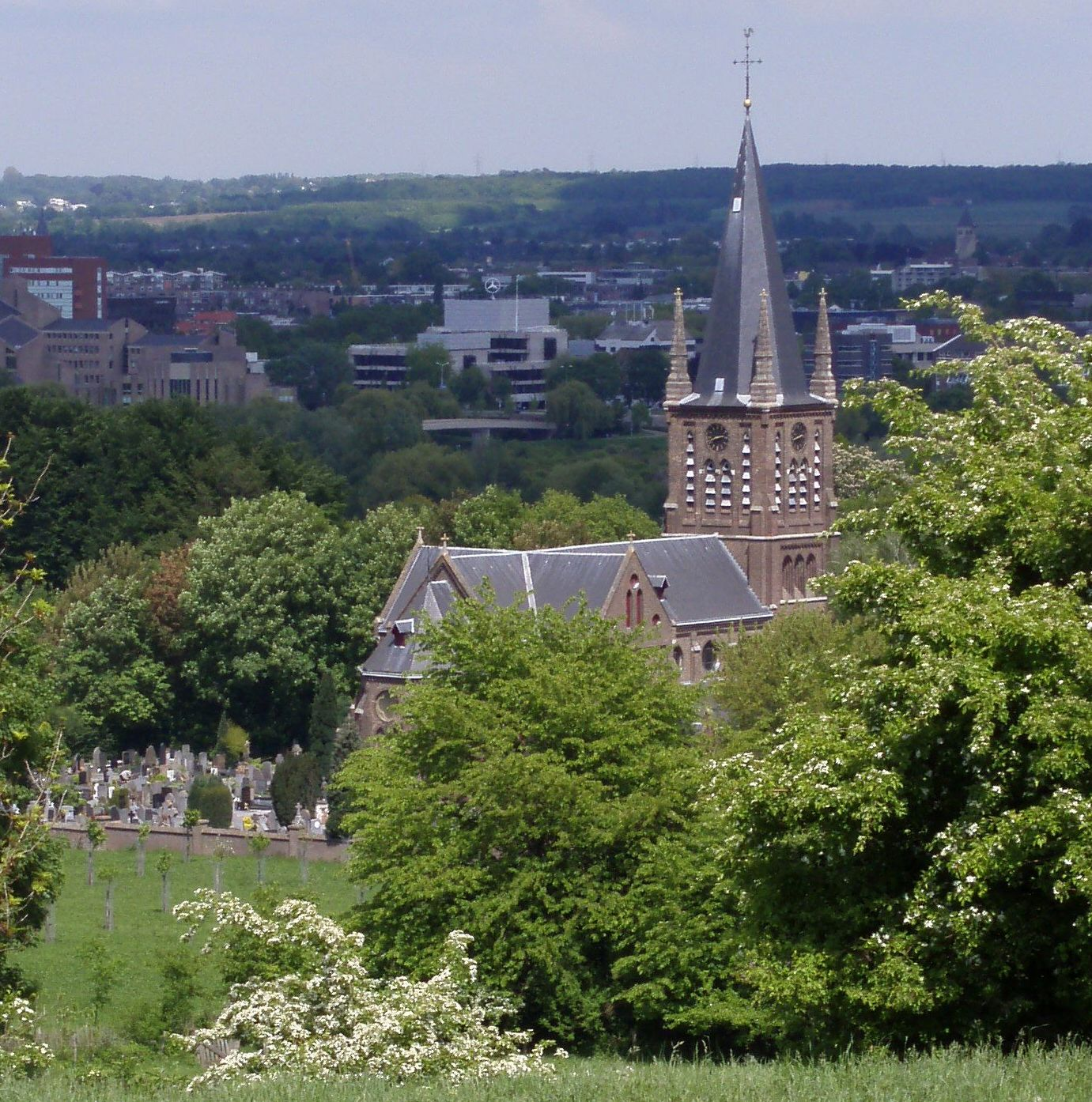
Kerk Sint-Pieter boven
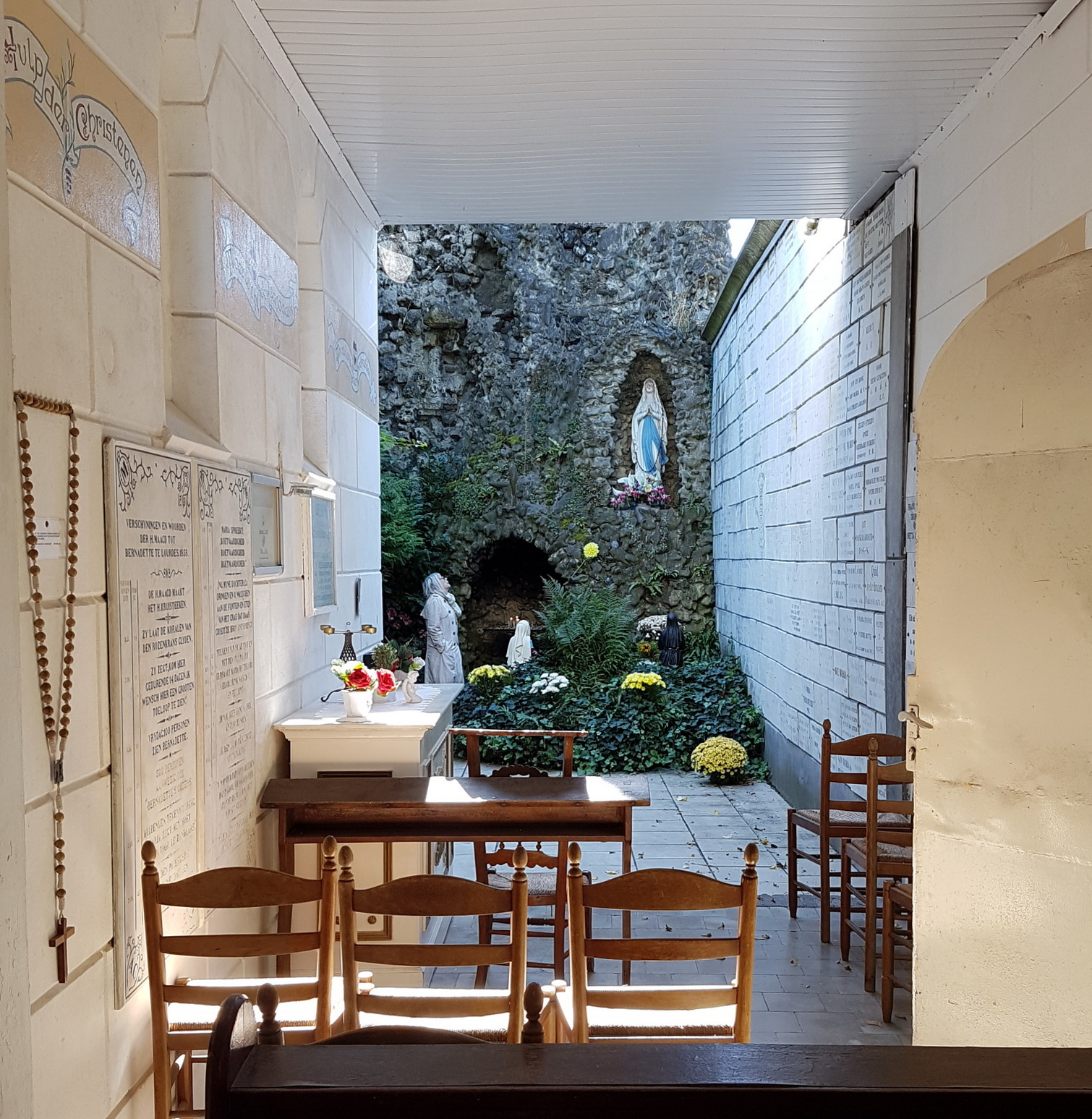
Lourdesgrot Sint Pieter
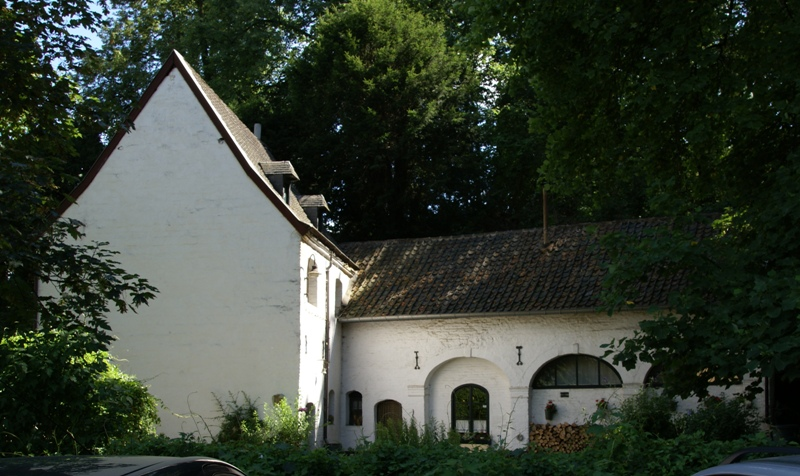
Restant klooster Slavante
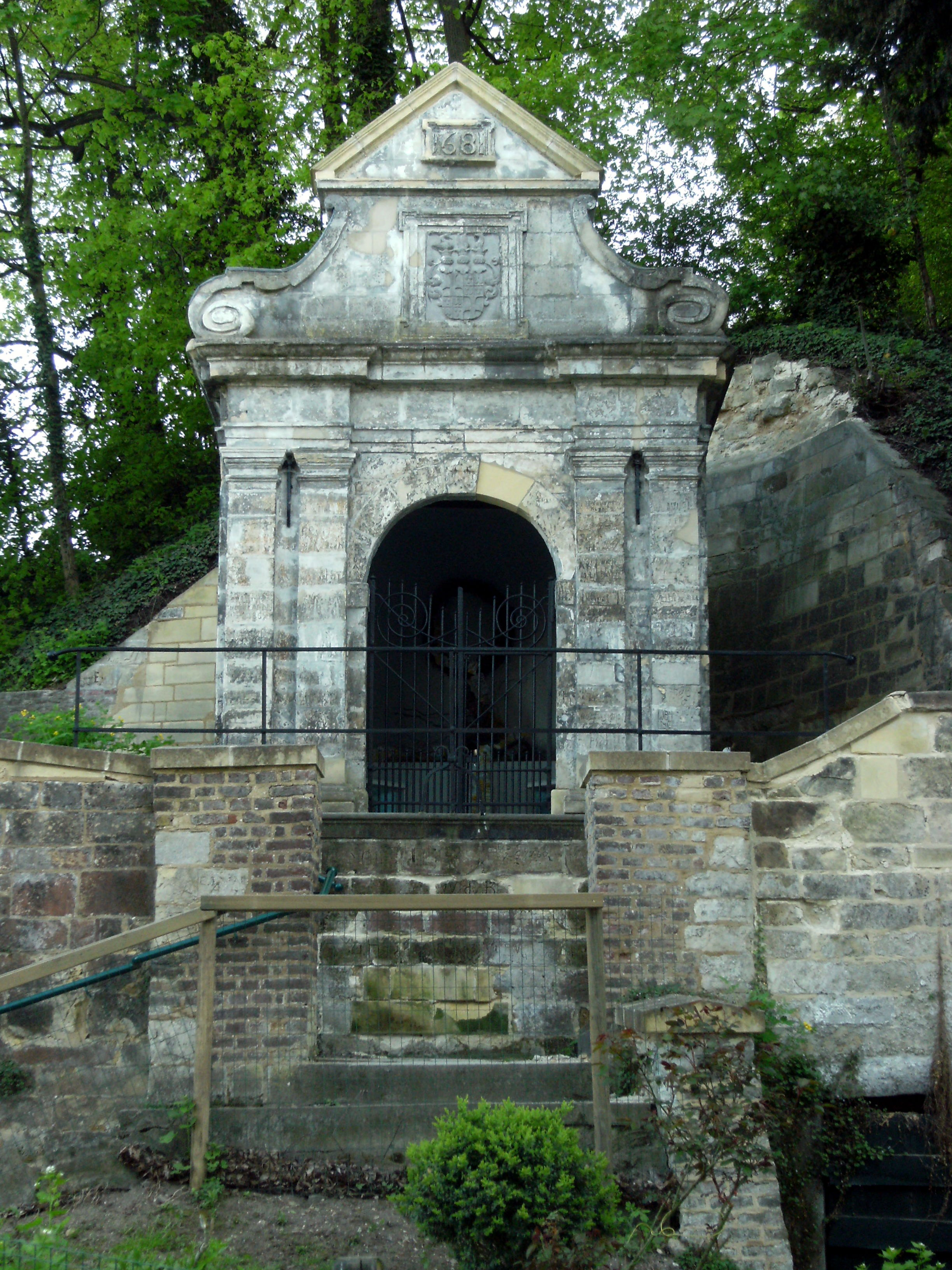
Sint-Antoniuskapel
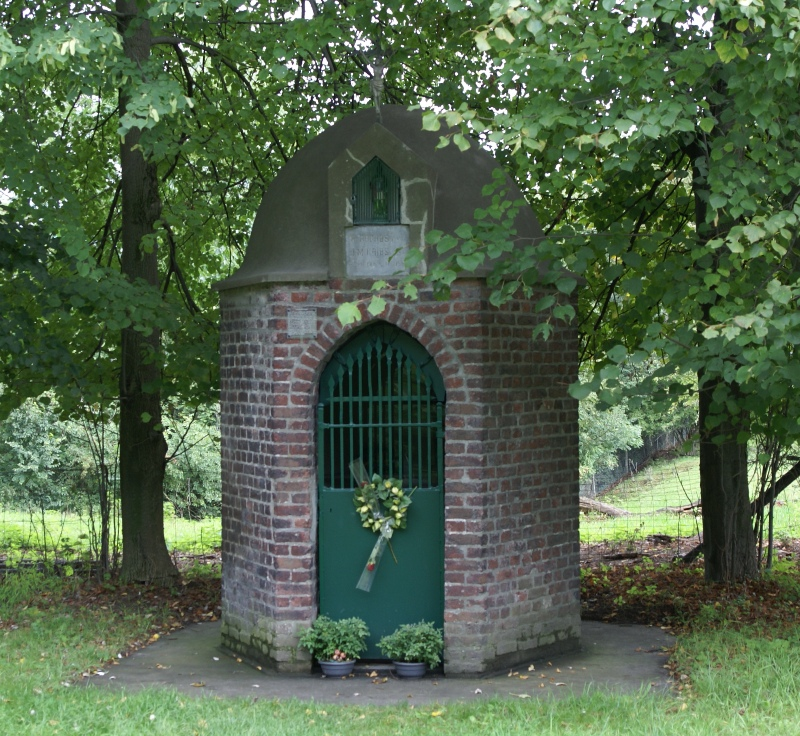
Sint-Rochuskapel

### Overige monumenten, musea

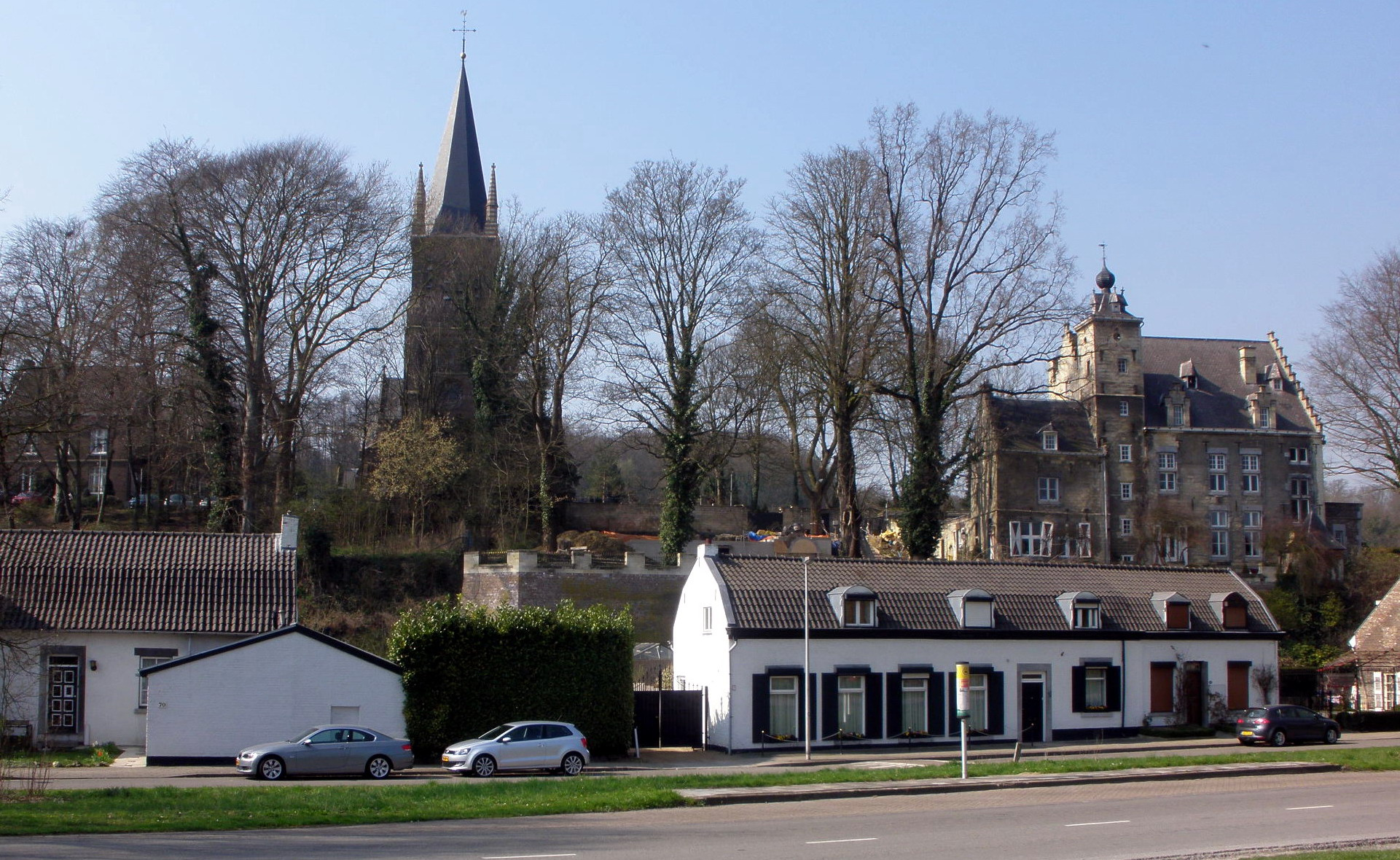
Het dorp Sint Pieter gezien vanaf de Maasboulevard. Links de Kerk van Sint-Pieter boven; rechts Huis De Torentjes

Het dorp Sint Pieter, thans een wijk van Maastricht, ligt tegen de oostelijke helling van de Sint-Pietersberg. In het dorp liggen diverse rijksmonumenten, waaronder enkele boerderijen en villa's. Op en rondom de Sint-Pietersberg liggen diverse andere monumentale hoeves. De Zonnehoeve is een typisch Limburgse carréboerderij. De eerder genoemde hoeves Lichtenberg en Caestert zijn van oorsprong 17e-eeuwse kasteelhoeves. Ten zuiden van het dorp Sint Pieter ligt het buitengoed Slavante, een fraaigelegen buitensociëteit uit het midden van de 19e eeuw, met onder andere een café-restaurant, een wijngaard, een muziekkiosk en een kinderspeelplaats.
In het Natuurhistorisch Museum Maastricht bevindt zich een groot aantal fossielen van mosasaurussen, zeeschildpadden en andere zeedieren die ooit in de Krijtzee leefden en waarvan de resten in de Sint-Pietersberg bewaard zijn gebleven. Rond 2000 werd een schedel gevonden van de voorouders van kippen, eenden en ganzen. Dit fossiel blijkt 66,7 miljoen jaar oud te zijn. De soort bleek nog niet beschreven te zijn en heeft de naam Asteriornis maastrichtensis gekregen. De hoeve Lichtenberg bij de gelijknamige kasteelruïne huisvestte tot 2018 het Sint Pieters Museum, dat informatie verschafte over de geschiedenis van de Sint-Pietersberg, het dorp Sint Pieter en haar bewoners. In Ternaaien is het Maison de la Montagne Saint-Pierre gevestigd, eveneens een bescheiden museum over de geschiedenis van de 'berg', iets meer vanuit Belgisch perspectief (onder andere de aanleg van het Albertkanaal dwars door het Plateau van Caestert met de Doorsteek van Caestert). In twee ondergrondse gangenstelsels ('Noord' en 'Zonneberg') worden dagelijks rondleidingen aangeboden. In de mergelgroeven zijn tekeningen aangetroffen, waarvan de oudste uit de late middeleeuwen dateren. Andere gangenstelsels zijn alleen bij speciale gelegenheden of op afspraak te bezichtigen.

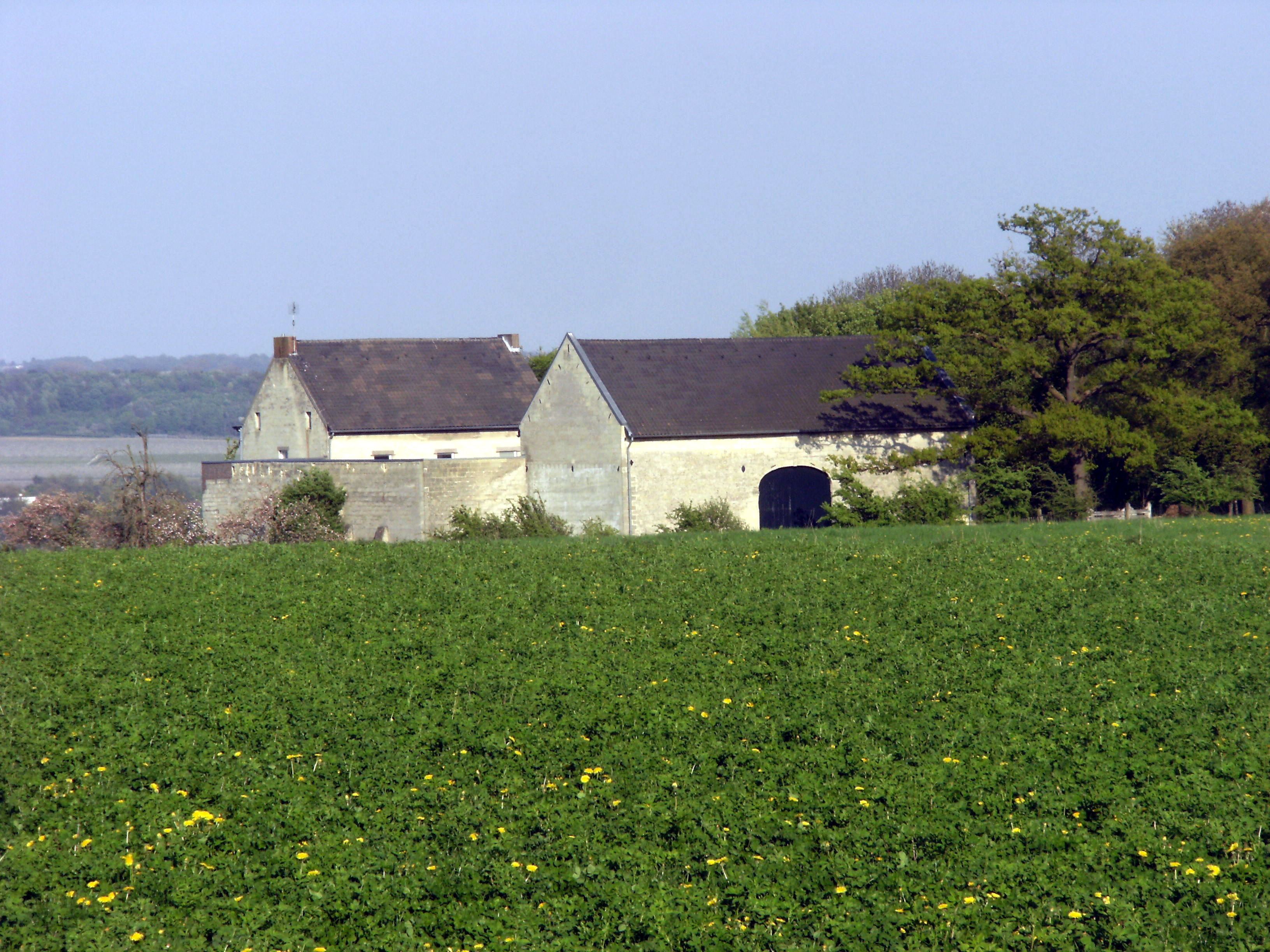
Hoeve Zonneberg
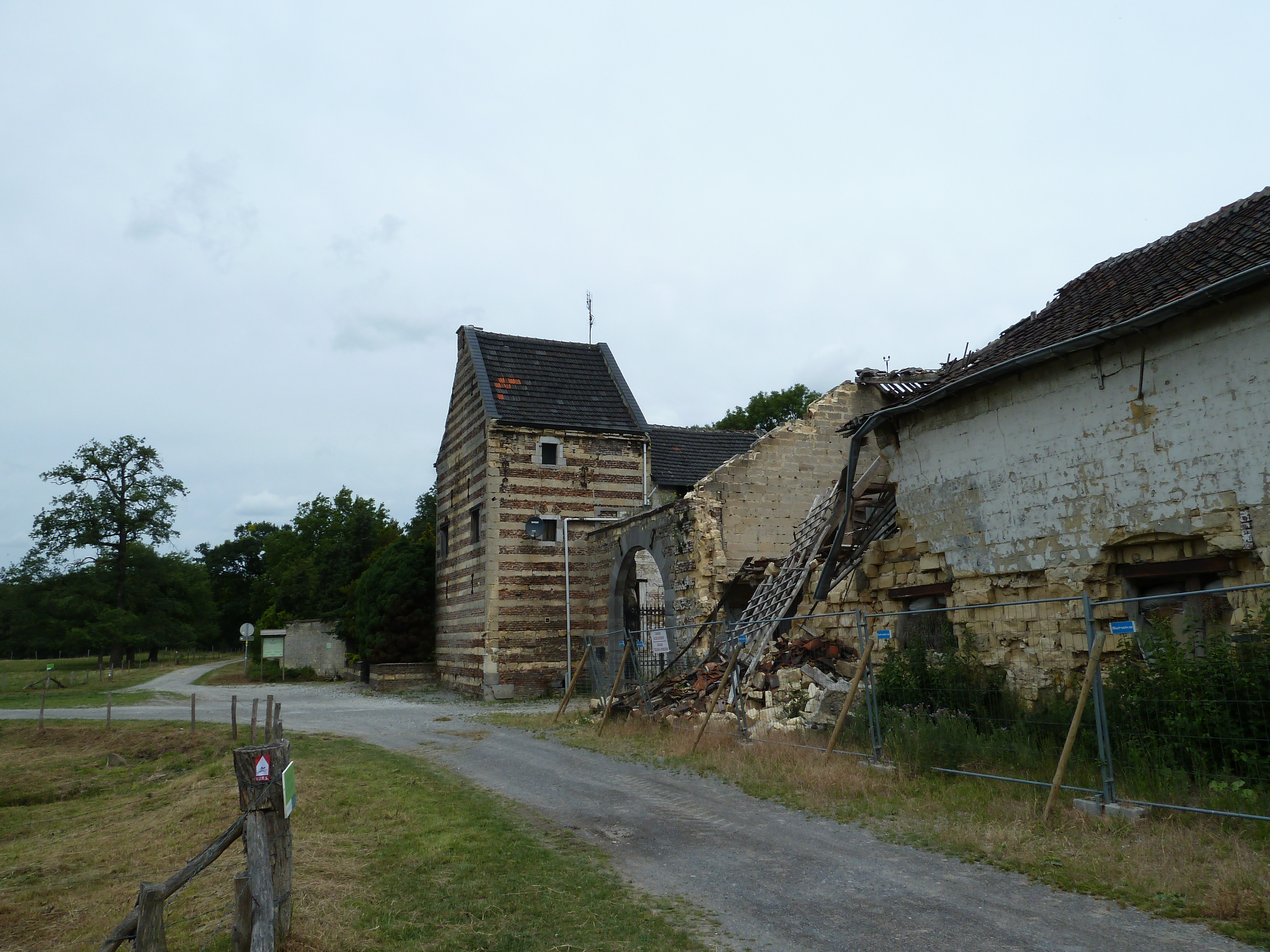
Kasteelhoeve Caestert
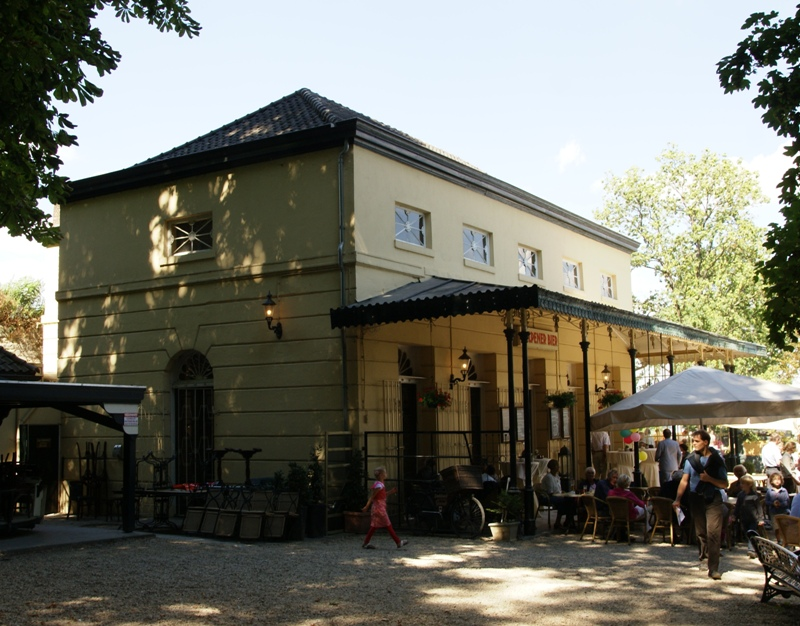
Uitspanning Slavante
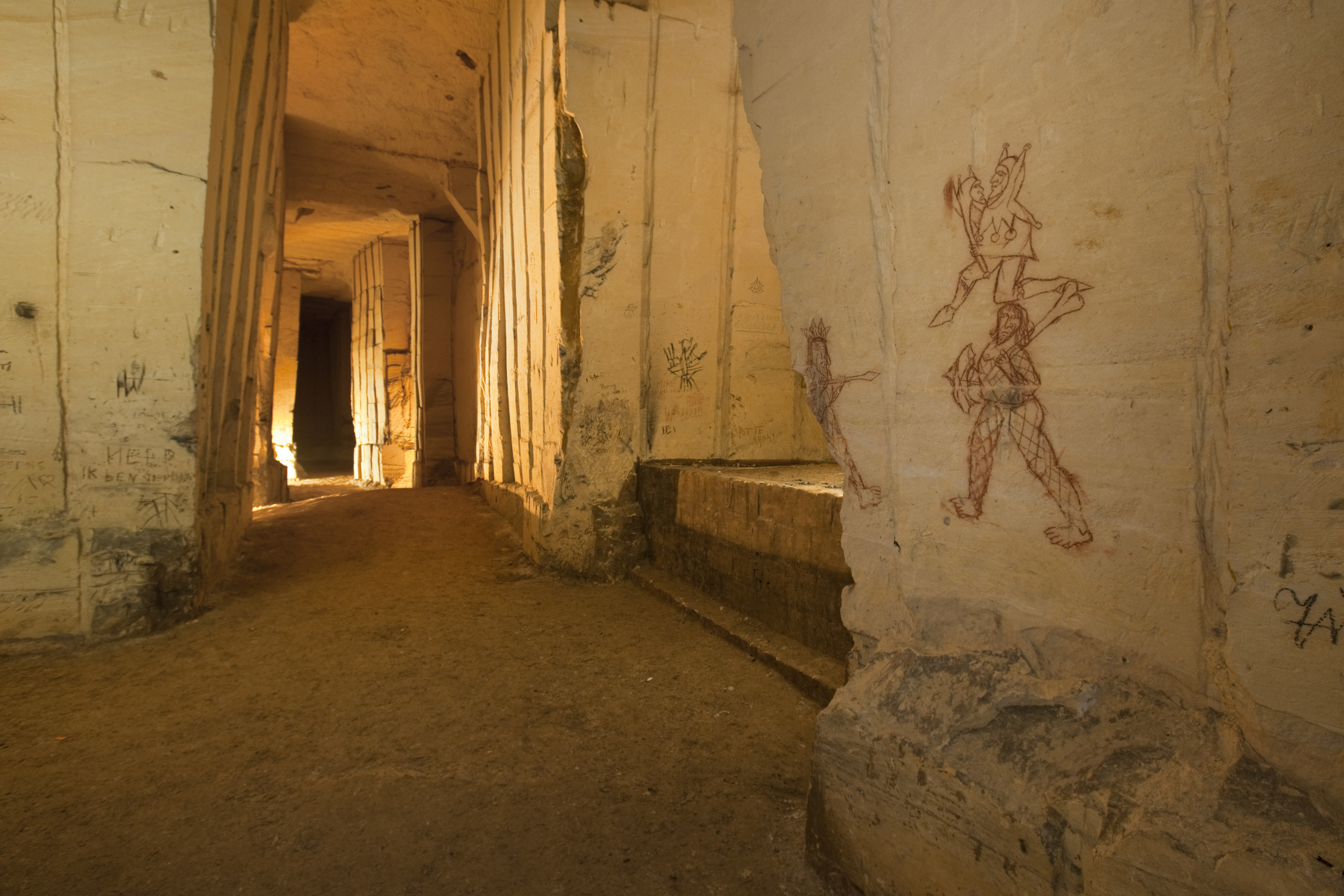
Middeleeuwse grottekening
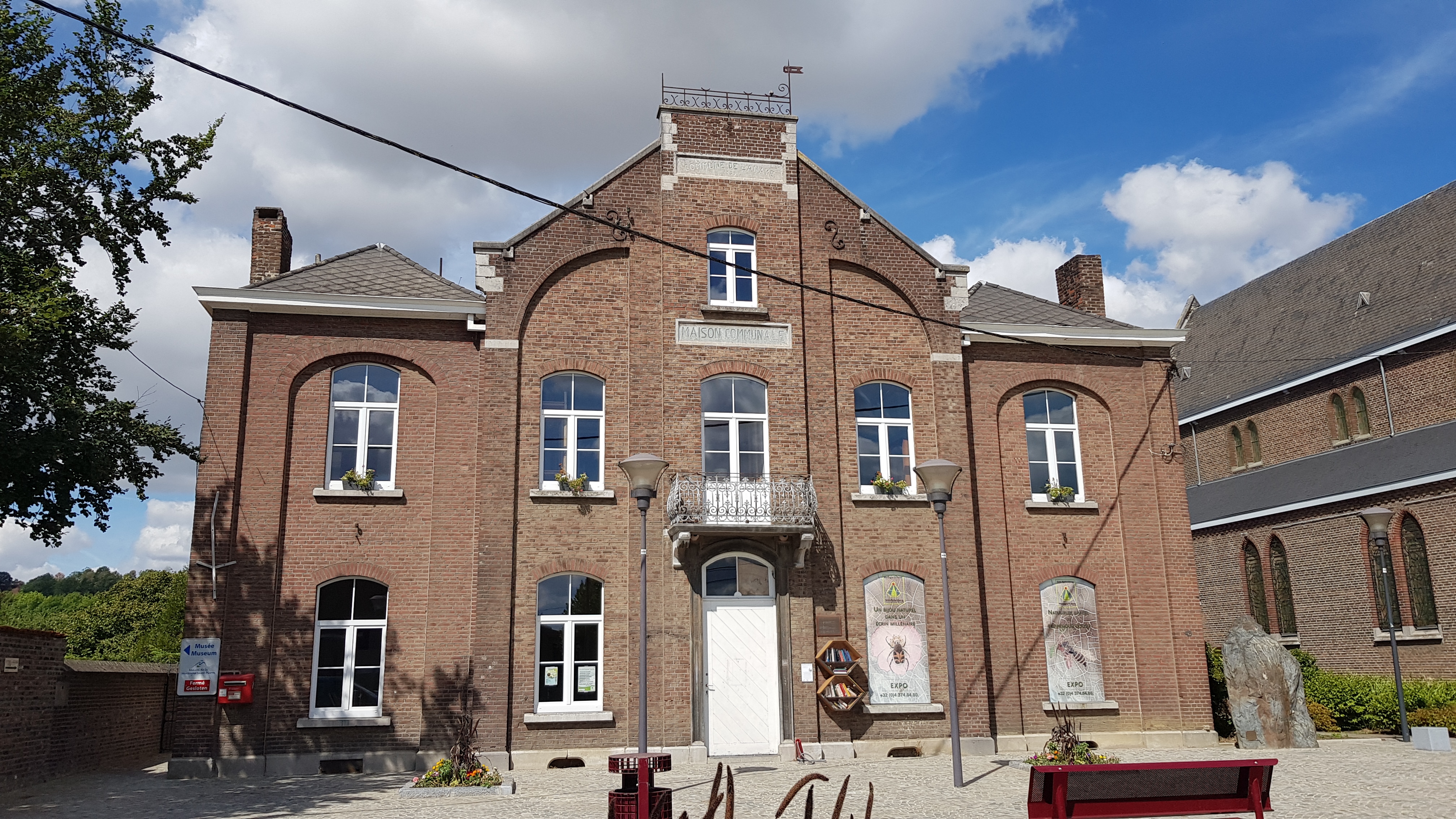
Maison de la Montagne Saint-Pierre

## De Sint Pietersberg in de kunst
In de loop der eeuwen is de Sint-Pietersberg een geliefd onderwerp geweest voor bekende en minder bekende schilders en tekenaars, zoals Joris van der Haagen, Jan de Beijer, Egbert van Drielst, Philippe van Gulpen en Willy Gorissen.

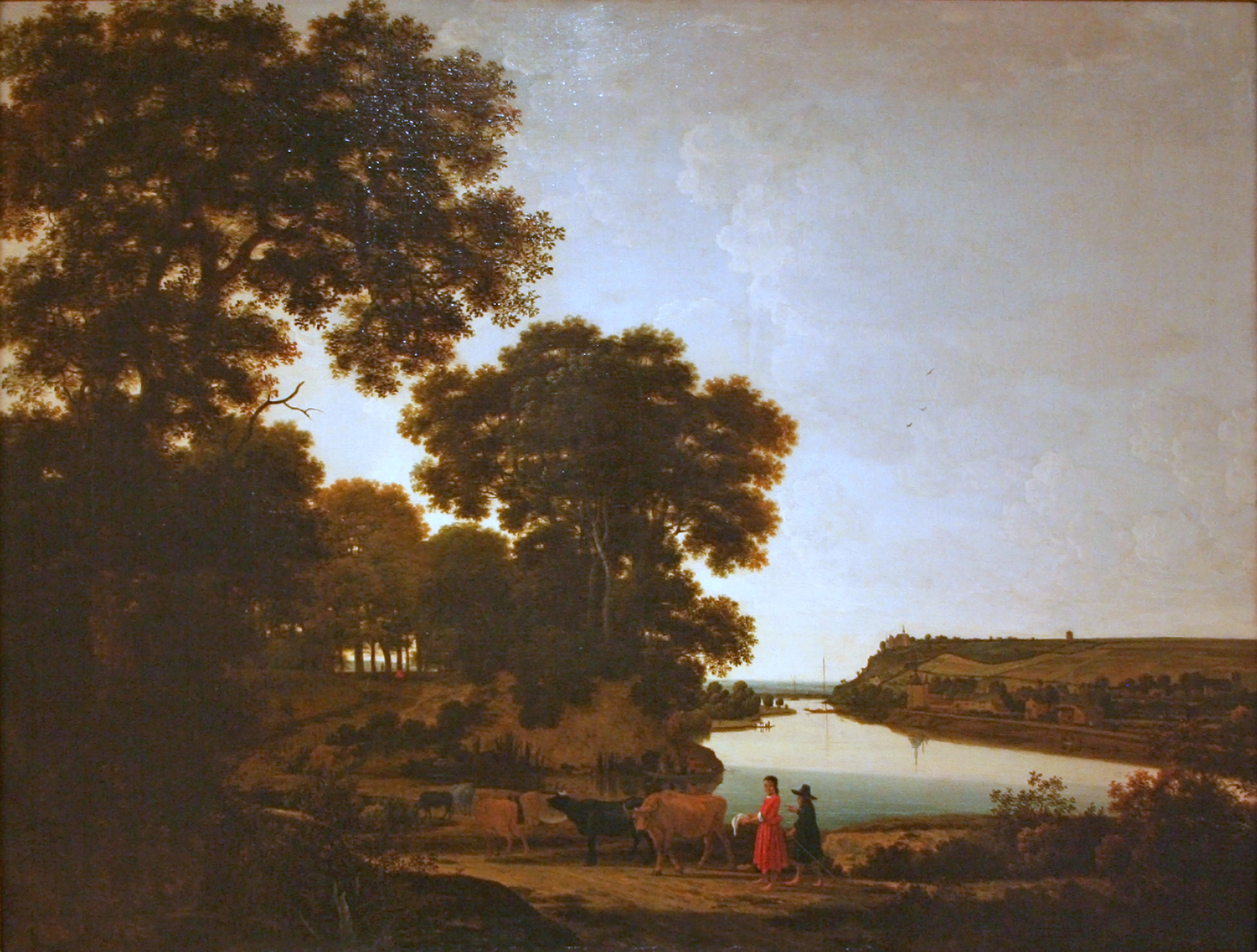
Joris van der Haagen, 17e eeuw
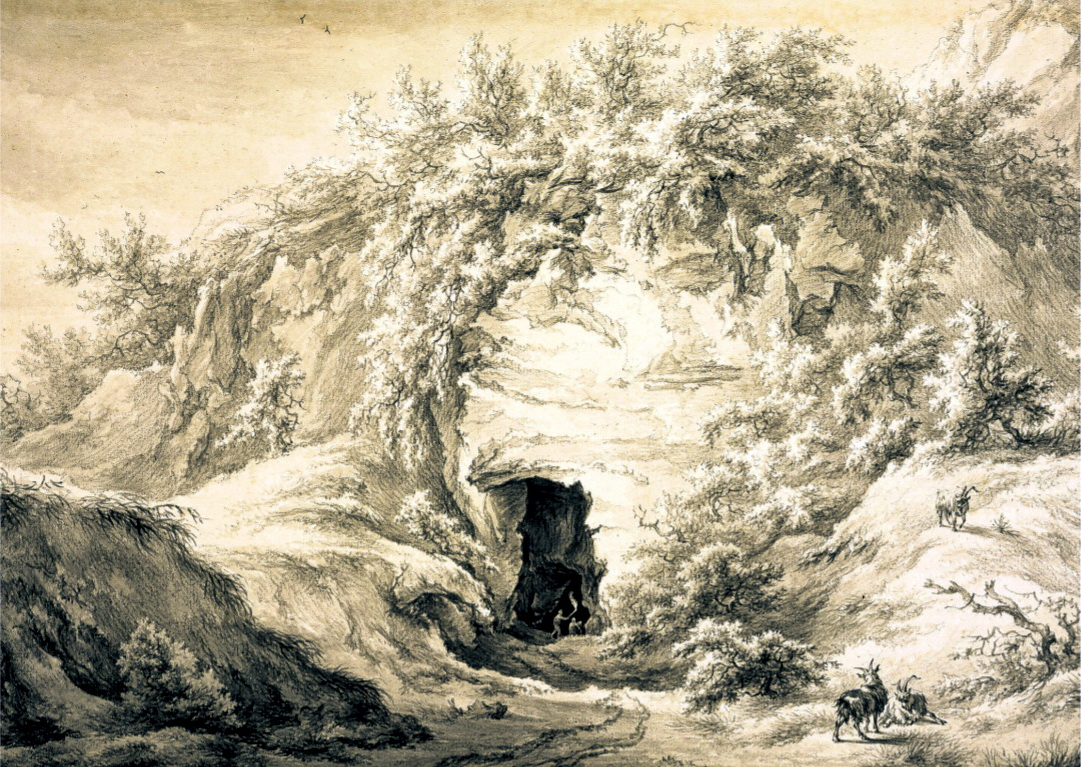
Egbert van Drielst, 1786
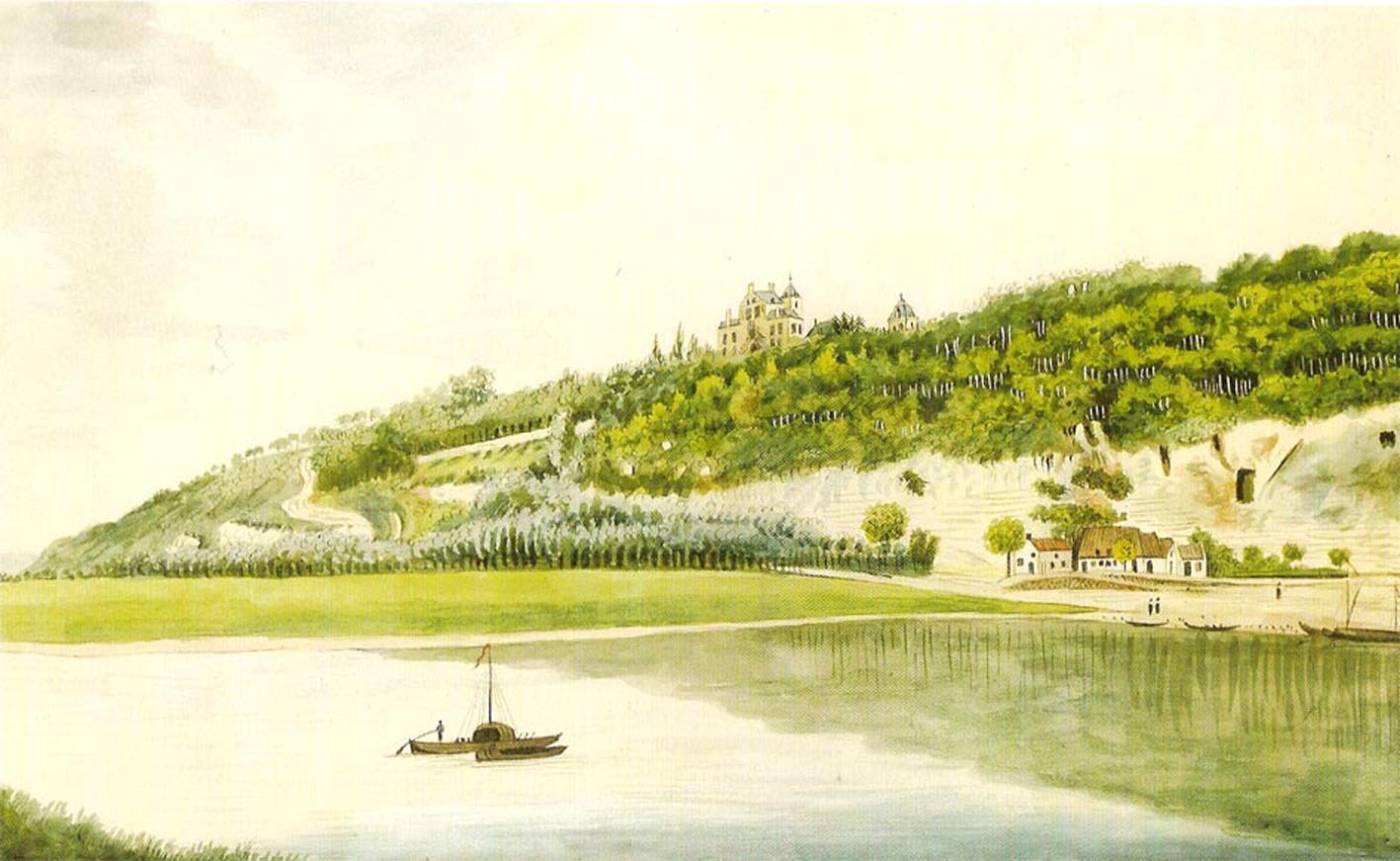
Philippe van Gulpen, ca. 1830
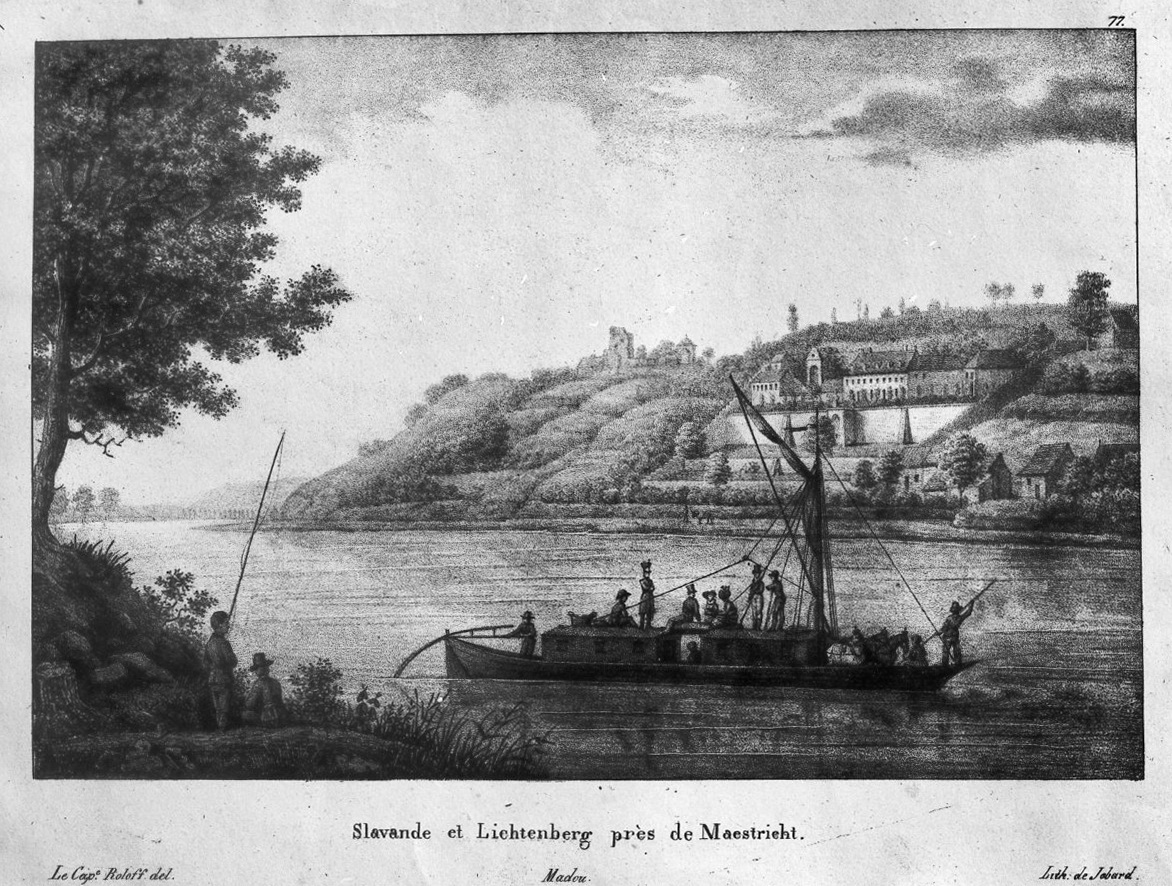
De Cloet, 19e eeuw
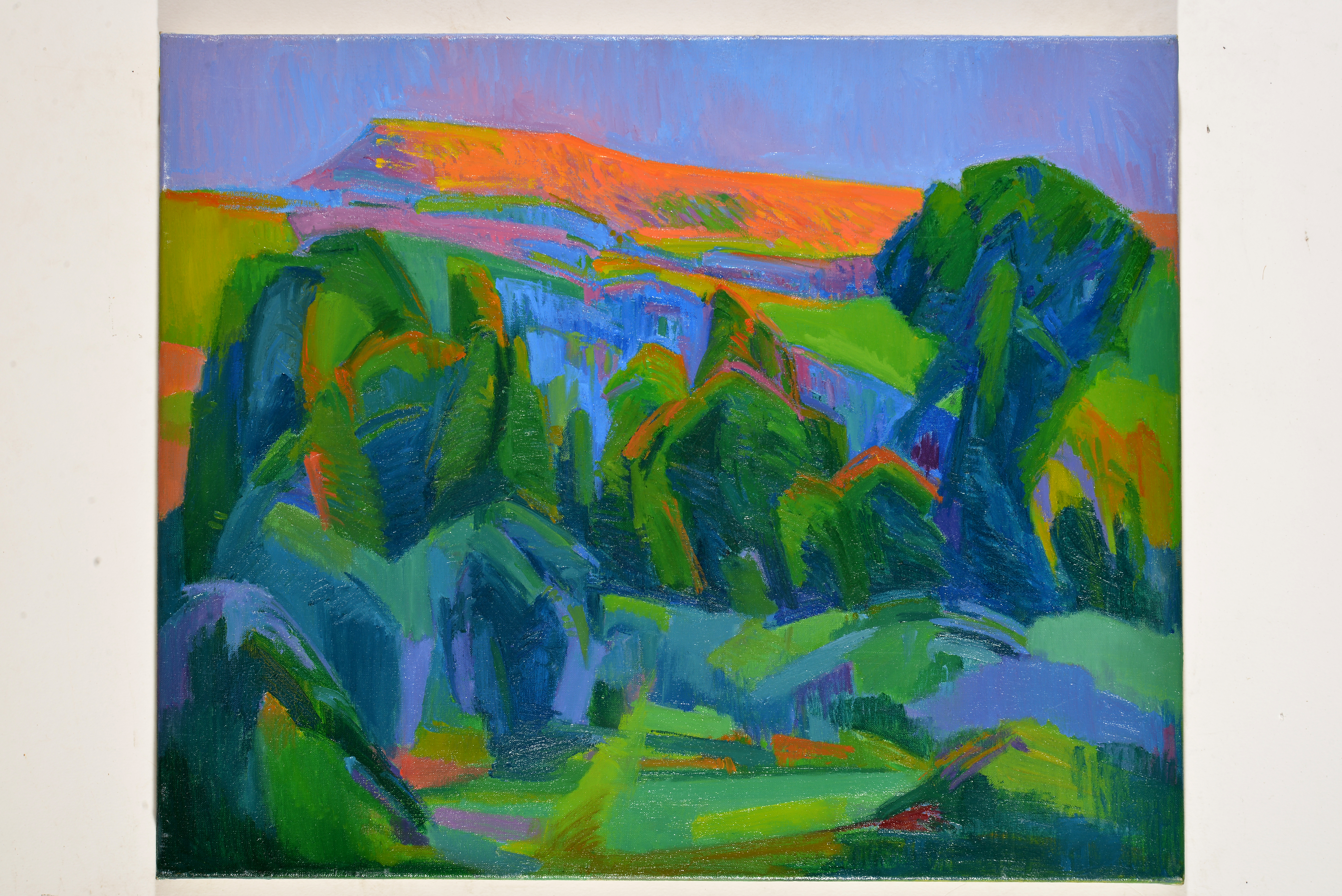
Willy Gorissen, ca. 1955